# 哈尔滨市
哈尔滨（穆麟德轉寫：Halbin），简称哈埠或哈市，别名北国冰城、東方莫斯科，位于中国東北平原北部，是中华人民共和国黑龙江省的省会，副省级市，东北地区重要的区域中心城市。哈尔滨是中国东北北部的政治、经济、文化和对外开放中心，也是中国省会城市中辖区面积最大、辖区户籍人口第三多的特大城市。其中市辖区面积10,198平方公里；市人民政府驻松北区世纪大道1号。拥有45个少数民族，汇集多种宗教文化，是中国唯一的佛教、道教、天主教、东正教、基督教、伊斯兰教并存的城市。
哈尔滨地处黑龙江省南部，属中温带大陆性季风气候，年平均气温只有5.2℃，冬季严寒漫长，夏季温凉短促，是冬季冰雪旅游和夏季避暑胜地，以其每年一度的国际冰雪节和浓郁的欧陆风情而闻名，也是中国首批优秀旅游城市之一，中国历史文化名城。
哈尔滨由于其地理位置，是20世纪上半叶沙皇俄国、苏联势力联系中国、远东地区的桥头堡，也是中国北方重要的国际商贸都市，是20世纪20年代中国最早的国际化都市之一。至今哈尔滨的城市建筑风格深受影响，早期俄罗斯及东欧、犹太人等移民带来的各类欧式建筑遍布市区。中华人民共和国成立后，逐渐被改造为工业、商业并举的中心城市。今天，哈尔滨依然在国际贸易中占有重要地位，是中国-俄罗斯博览会的中方永久轮值举办城市。
哈尔滨被誉为欧亚大陆桥的明珠，是第一亚欧大陆桥和空中走廊的重要枢纽；根据国务院2013年批复的《黑龙江和内蒙古东北部地区沿边开发开放规划》，哈尔滨市为沿边开发开放通道中心，东北亚区域性中心城市，同时也是哈长城市群北部的核心城市。2025年第九届亚洲冬季运动会在哈尔滨举行。

## 历史

### 早期历史
哈尔滨地区有人类活动的历史可以追溯到22000年前的旧石器时代晚期。3000年前的青铜时代，
今哈尔滨地区属于黑龙江地区最早的古代文明白金宝文化的分布区域。

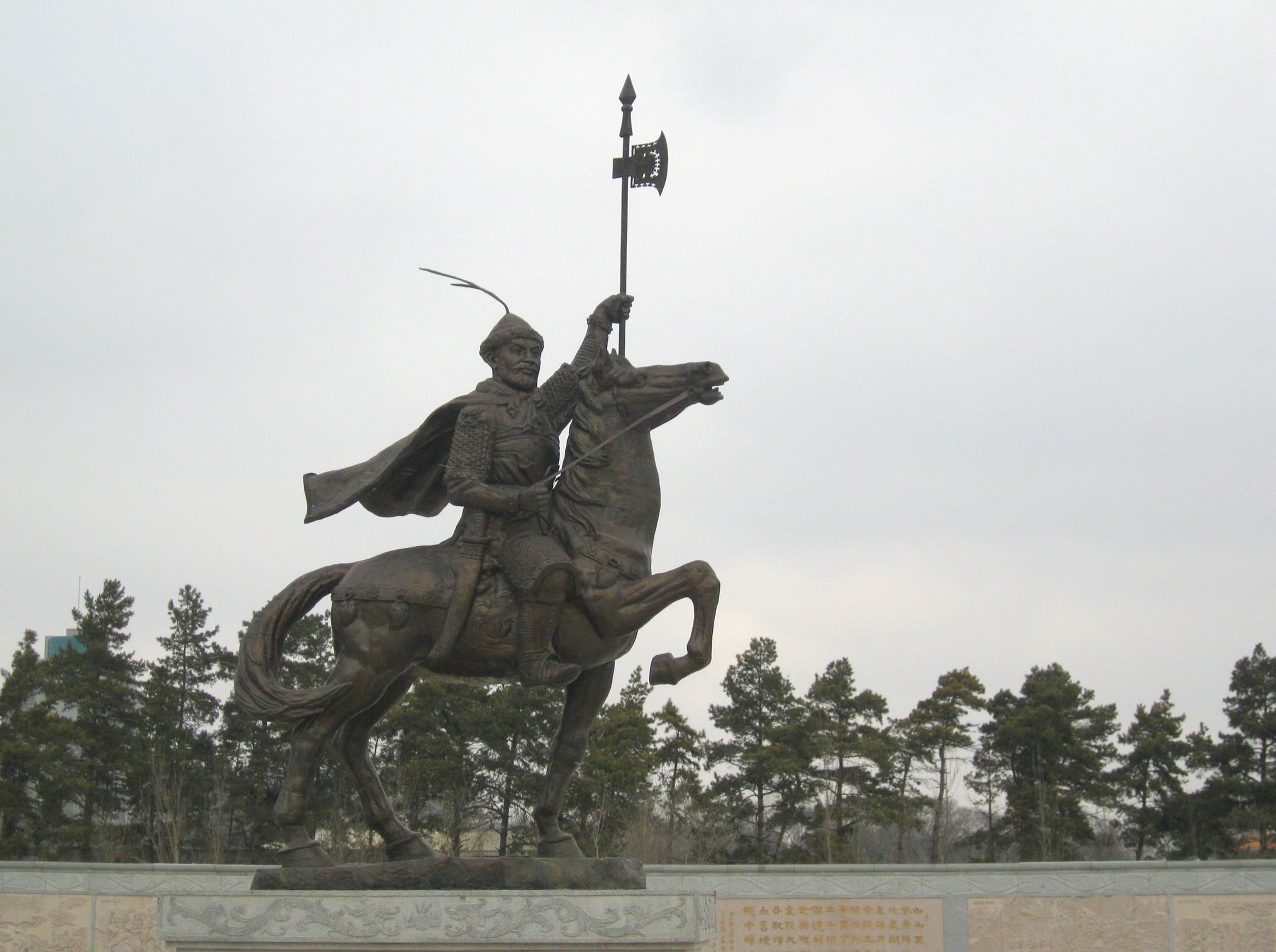
哈尔滨市阿城区金上京历史博物馆的金太祖像

扶余、渤海、辽代时期，今哈尔滨地区分属扶余国、渤海国鄚颉府和辽国东京道管辖。
公元1114年，女真首领完颜阿骨打（即完颜旻）率兵抗辽
，
发动「宁江州」、「出河店」之战，大败辽兵十万人，1115年称帝，建立金国，年号收国，
定都会宁府（史称金上京会宁府），今哈尔滨地区即为金上京的京畿地区
。
阿骨打死后，金太宗完颜晟参考北宋汴京、开封等城市风格在此修筑都城
。
1153年，完颜亮迁都燕京，并于1157年下令摧毁上京城内的所有宫殿。1173年，上京重新被立为陪都。
元、明时，今哈尔滨地区又成为成吉思汗三弟斡斤家族的领地和奴尔干都司的辖地。
明末清初，女真人曾用此城遗存的建筑材料在原地修筑阿勒楚喀要塞。此城遗迹现已辟为金上京历史博物馆，并于2005年重新整修
。

### 清朝前、中期至建市前
清朝建立后，旗人举家迁徙入关后，哈尔滨市区土地荒芜。雍正、乾隆年间，按“屯垦实边”规划，在今哈尔滨江南先将库叉河（俗称运粮河）至阿什河沿江5公里地带划为牧场，设莫力街（马场），后建小嘎哈、大嘎哈（今香坊成高子一带）、西嘎哈（今动力旭升街一带），并向东扩展了牧场，在江北设水师营（今前进乡双口面一带）。乾隆二十一年（1756年）在阿城设阿勒楚喀副都统，哈尔滨为其所辖，属于吉林将军。
1763年，拉林一户山西太原府太谷县迁居而来的王姓人家，从“京城旗人”手里承领松花江上游自烟墩砬子起，下游至阿什河下口止一段水域的官网（含哈尔滨网场），又称“拉林十网”，奉打贡鱼，按年课税。是为哈尔滨地区首次见于官方档案典籍记载。
1777年，清地方政府发给民人傅成德印票，准其在哈尔滨渡口摆渡，设渡船1只。是为官方档案中设置哈尔滨渡口的首次记载。
清中后期，随着“京旗移垦”和“开禁放荒”政策的实施，哈尔滨地区人烟渐盛。嘉庆二十年（1815年），为安置“京旗闲散”，编制以双城堡为中心的《京旗移垦城乡居民点体系规划》。道光五年至二十七年（1825年-1847年）伐木建成3城、24旗营（120旗屯），其中哈尔滨市区有13座旗屯，属东官所右翼各旗营。
哈尔滨作为地名，首次见诸史料为同治三年（1864年）。据黑龙江将军衙门档案记载：“墨尔根上年船只见于哈尔滨住冻，今年挽回，为此呈报事”。关于哈尔滨名称的来历，目前仍然存在争议。曾经有“满语晒网场说”、“满语羊肩胛骨说”、“满语‘哈勒费延’及‘扁’说”、“女真语阿勒锦说”、“女真语天鹅说”、“蒙古语平地说”、“通古斯语官渡口说”、“俄语大坟墓说”、“人名说”等不同观点。
咸丰十年（1860年）以后，吉林、黑龙江将军辖区“弛禁”、“招垦”，人口增加，经济发展。到19世纪末，今哈尔滨市区范围内有十余个村庄，人口约30,000，出现农渔商贸及手工业等，陆续建起烧锅厂、草料厂，形成傅家甸、油坊屯等非农业人口聚居点，逐渐成为松花江上的重要渡口，并设税关，呈现出自然经济向城镇化商品经济的转变趋势。

### 建城肇始

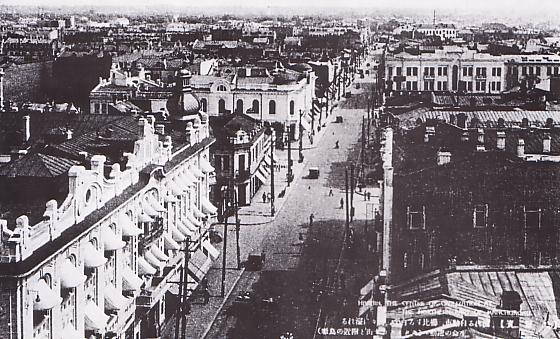
哈尔滨中央大街

清朝光绪二十二年（1896年6月3日），俄罗斯帝国迫使清政府签订《清俄御敌互相援助条约》，1921年正式公布，又称《清俄密约》，由此获得东清铁路的修筑权，在黑龙江、吉林二省内修建满洲里至绥芬河的铁路干线。1897年夏东清铁路开工典礼正式举行，1898年4月24日沙俄特别考察队选中位于松花江与其支流阿什河之间的三角地带，即今哈尔滨市区，并着手进行城市规划，确定以哈尔滨作为中东铁路的枢纽和修筑中心。1898年6月9日沙俄决定将铁路工程局设在哈尔滨，并立即开始办公，是为哈尔滨建城之始。沙俄在此开办华俄道胜银行哈尔滨分行，成立商会、学校、气象站等机构。1903年7月14日东清铁路全线正式通车，同年11月1日开通了哈尔滨至海参崴的客运列车，俄国移民及其他欧洲移民开始大量移居哈尔滨，哈尔滨从此成为当时中国东北地区最大的水路交通枢纽和商埠。

#### 东北鼠疫影响

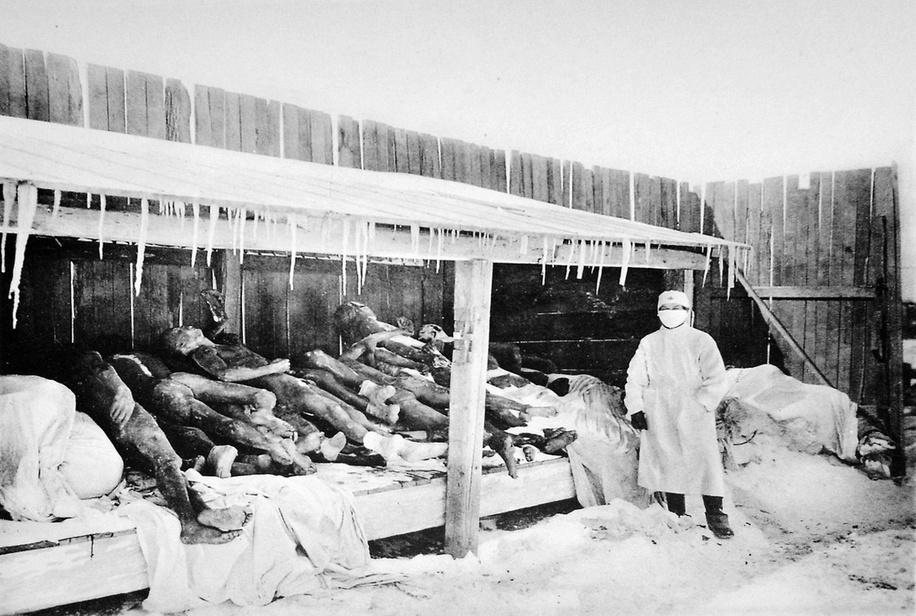
1910－1911年東北鼠疫的死者

1910－1911年东北鼠疫期间，1910年10月27日，哈尔滨的俄国租界出现第一例鼠疫患者。11月7日，哈尔滨傅家甸也出现鼠疫患者。此后，傅家甸在三个月内约有5000人因患鼠疫而死亡。截止至1910年12月初，哈尔滨每日死亡人数达到一百多人，而从哈尔滨返回长春的商人将鼠疫传染给家人，致使当地约有2000人死亡。
东北鼠疫不仅造成大量人口死亡，还严重影响经济。在哈尔滨，因货物减少，关税的征收受到影响。学校和工矿也纷纷停课和停产。

#### “四市分治”
清末、民初期间，由于多方势力的争夺，今哈尔滨市区行政管辖变更频繁，逐渐形成东省特别区、吉林、黑龙江、俄人多方分治的局面，这一局面直到1933年7月东省特别区哈爾濱特别市、東省特别區市政管理局哈爾濱市、吉林省濱江市、县和黑龍江省松浦市政局「四市合一」结束。
1898年，沙俄将中东铁路附属地哈尔滨市改称“松花江市”。1900年9月，中东铁路总工程师尤戈维奇在哈尔滨和中东路沿线非法实施治外法权，成立哈尔滨警察局掌管司法事务。1903年，沙俄“松花江市”复名哈尔滨市。
1905年10月，清政府在今道外区设立滨江关道，隶属于吉林将军。光绪三十二年十二月初一（1907年1月14日），清廷决定“哈尔滨开为商埠”；1月23日，吉林将军奏准，设置滨江厅，隶属哈尔滨关道；4月18日首任滨江厅江防同知在傅家甸（今道外）启用关防。
同年11月23日，中东铁路管理局局长霍尔瓦特公布非法的《哈尔滨自治公议会章程》，将埠头区（今道里）、新市街（今南岗）和香坊区7平方公里土地划为市区，归议会管辖。
中华民国成立后，吉林省于1913年3月将滨江厅改为滨江县，1914年设滨江道。
1917年俄国革命期间，东清铁路附属地的俄国工人和士兵建立哈尔滨工兵代表苏维埃。
1919年12月，黑龙江省公署决定，于今哈尔滨江北原属黑龙江省呼兰县辖区内设置马家船口市政局，翌年2月1日改为松北市政局。
1920年9月，中国北洋政府决定收回中东铁路附属地行政权，成立东省特别区市政管理局，职掌中东铁路沿线各地方行政。1921年，東省特别區市政管理局哈爾濱市成立（緊鄰俄人的哈爾濱市自治公議會和董事會管理的區域）。1922年11月24日，东三省保安总司令部宣布，所有东省特别区内之军警、外交、行政、司法等均护路军总司令兼东省特别区行政长官监督节制。1923年3月1日，东省特别区行政长官公署正式成立，驻哈尔滨埠头区（位于今道里区）。
1925年9月1日，黑龙江省将松北市政局改为松浦市政管理处，不久改为松浦市政局。
1926年3月30日，东省特别区市政管理局发布布告取消哈尔滨市公议会，宣布成立哈尔滨自治临时委员会；6月17日《哈尔滨特别市自治试办章程》公布实施，将埠头区、新市街划为哈尔滨特别市管辖区域，其余马家沟、老哈尔滨（今香坊），新安埠（偏脸子）、八区、顾乡、正阳河等仍归东省特别市政管理局管辖，称东省特别区市政管理局哈尔滨市。1926年9月，中国成立哈爾濱特别市（第一次）自治会、市政局，收回長期由俄人控制的行政權。
1927年12月1日，吉林省将滨江县马路工程局与卫生局合并改设滨江市政公所。1929年2月，按民国政府设治局的新制规定，滨江县公署改为滨江县政府，同时设立滨江市政筹备处，划傅家甸、四家子、圈河、太平桥为滨江市辖区。1929年5月1日，将滨江市政公所改为滨江市政筹备处，继续与哈尔滨市并存，同时实行市、县分治，滨江县管辖原县属农村部分。
至此，今哈尔滨市区形成四市一县并存分治的局面。当时，今哈尔滨市区划分为东省特别区哈尔滨特别市（辖埠头区、新市街）、东省特别区市政管理局哈尔滨市（辖马家沟、老哈尔滨、新安埠、八区、顾乡、正阳河等）、黑龙江省所辖松浦市（辖今江北地区）和吉林省滨江市（辖傅家甸、北江沿、四家子和圈河等）、滨江县（辖原县属农村部分）。

#### 多樣移民遷入
日俄战争失败以后（1904年—1905年），俄国势力在哈尔滨的影响力有所减弱，来自包括美国、德国、波兰、日本及法国等三十三个国家的十六万侨民移居到哈尔滨。自1907年起，先后共有十六个国家在哈尔滨建立领事馆并建立数千个工商业、金融业等企业，形成东北亚的一个国际经济、金融和运输中心。哈尔滨的中国人也建立包括酿酒、食品和纺织工业的企业。哈尔滨也因此成为东北的商业中心和国际商埠，也進一步吸引了更多人前去「探險」。在1913年中东铁路人口普查時，显示当时哈尔滨中东铁路辖区内的各民族人口数量为：俄罗斯人34313人，中國人（包括汉族，满族等）23537人，犹太人5032人，波兰人2556人，日本696人，德国人564人，鞑靼人234人，拉脱维亚人218人，格鲁吉亚人183人，爱沙尼亚人172人，立陶宛人142人，亚美尼亚人124人，也有克里米亚卡拉伊姆人、乌克兰人、巴什基尔人和一些西欧人。全市总人口为68,549人，包括五十三个民族，讲四十五种语言。到1917年，哈尔滨的人口超过10万，其中只有11.5%出生在本地，其余皆为移民。

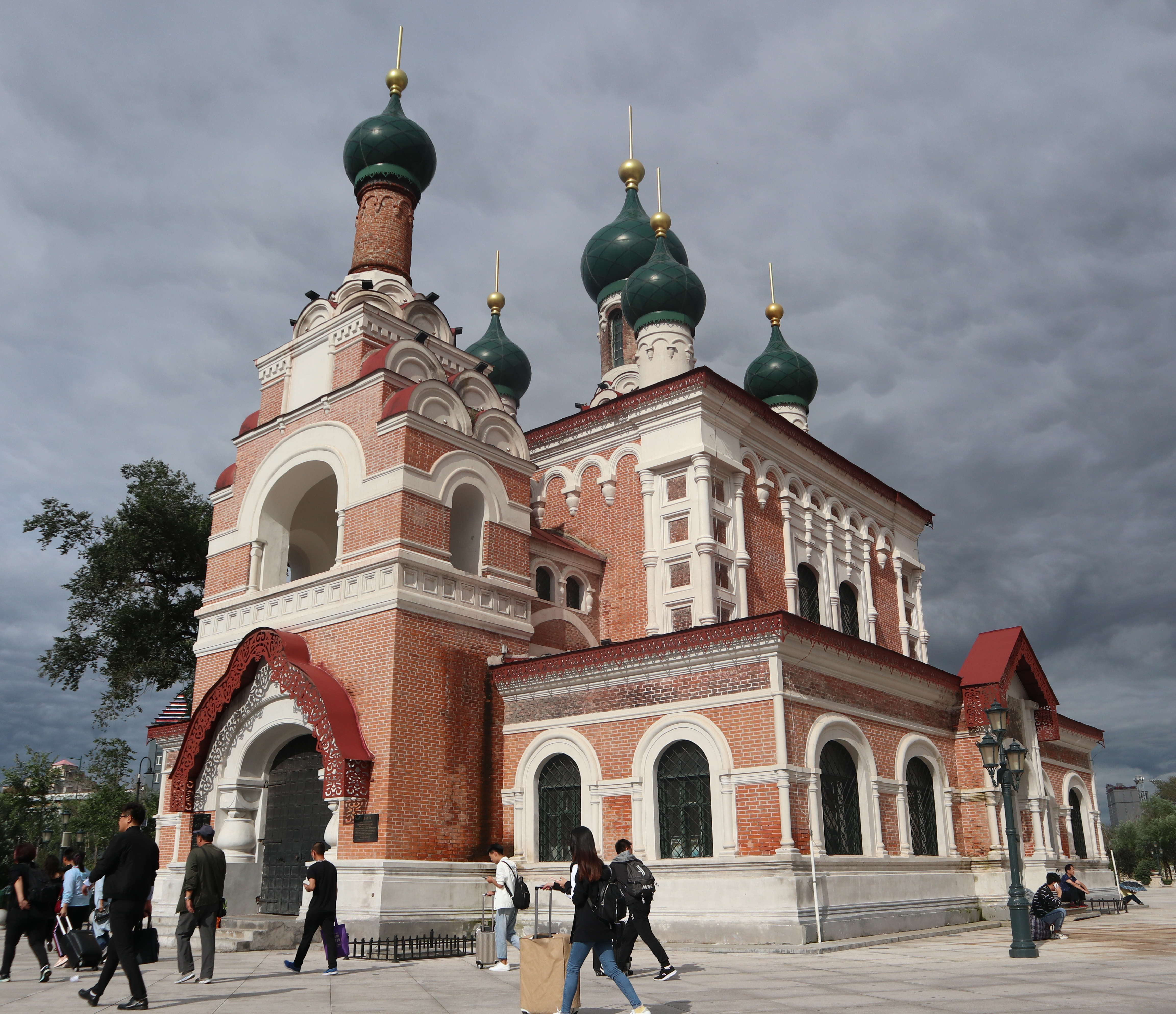
哈尔滨圣·伊维尔教堂

1918年12月，俄羅斯国内战期间，几千名白俄官兵和超过10万的俄裔流亡至哈尔滨，哈尔滨變成大规模的犹太人和白俄流亡者聚居的中心，成为俄国境外最大的俄国人聚居城市。哈尔滨白俄建有几十间俄国学校，并出版俄文杂志和报纸。20年代早期，哈尔滨俄裔人口逾120,000，达到历史最高峰。1929年7月，在南京国民政府“革命外交”的氛围中，张学良率部占领中东铁路，武力收回当时为苏联掌握的中东铁路部分管理权。苏军迅速做出反应，9月至11月进攻中国东北军，重新控制该区域，并于12月22日与东北地方当局达成《伯力协定》，迫使中国同意该铁路仍由中苏共管。是为中东路事件。

### 满洲国时期

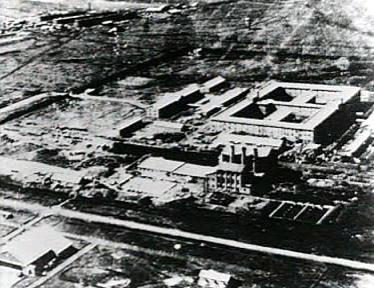
日军731部队基地

九一八事变之后日军开始向北进攻满洲各地。江桥战役结束后，日军占领齐齐哈尔，并集结于齐齐哈尔、长春，从西北、南两方向对哈尔滨呈夹攻之势，空军同时对哈尔滨发动猛烈空袭，于1932年2月5日占领了哈尔滨市区。
满洲国时期，1933年7月原東省特别區哈爾濱特别市、東省特别區市政管理局哈爾濱市、吉林省濱江市和黑龍江省松浦市政局「四市合一」，合併為直轄於滿洲國政府的哈爾濱特别市（第二次），设立自治委员会，并将吉林省滨江县全境、阿城县31屯和黑龙江省呼兰县10屯划入。東省特别區除劃入哈爾濱特别市的區域外，改称北滿特別區。1934年哈尔滨特别市人口普查显示，哈尔滨市人口500,526人。1935年日本将苏联所属中东铁路权益收买后，撤销北满特别区，原管辖区域并入哈尔滨特别市，哈尔滨特别市管辖区域达到930平方公里。1937年改制建滨江省，哈爾濱為省會。

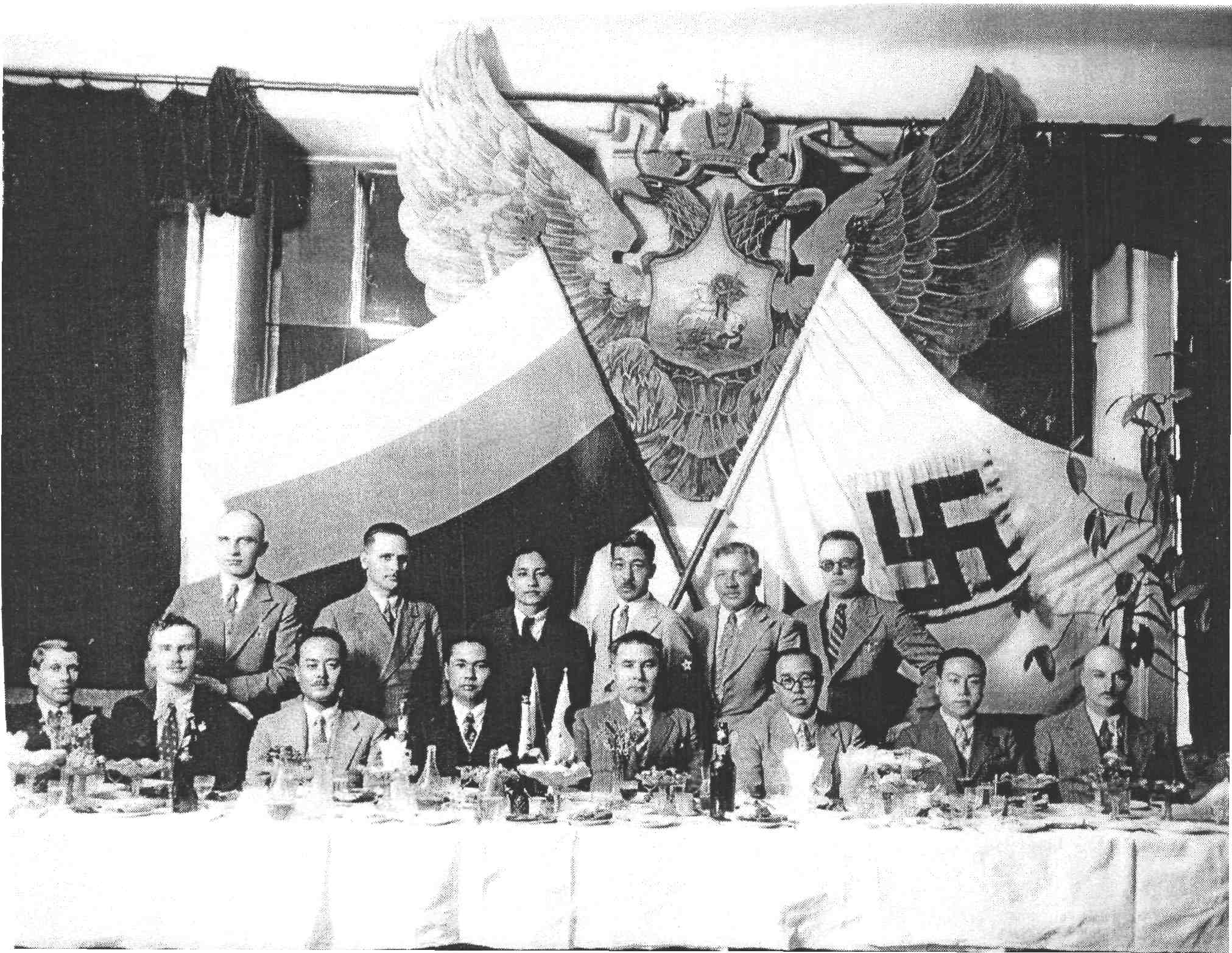
1934年12月，日本关东军哈尔滨特务机关辅佐官秋草俊（前排右三）负责联合俄罗斯法西斯党设立白系露人事務局，负责刺探对苏情报，协助当局联络监控辖境内的俄裔人士。图为哈尔滨总部成立仪式晚宴，康斯坦丁·罗扎耶夫斯基（前排左二），俄罗斯法西斯党党魁，获任事务局第二部（文化教育）部长

日军将哈尔滨作为重要的军事研究基地，1934年起，设立了731部队，以「關東軍防疫給水部本部」作为对外的公开名称。731部队的主要设施于1935年落成于当时距离市区24千米的平房区。约有3,000-12,000人死于在此进行的人体实验，这一数字并不包括731部队在其他地方的实验所造成的死亡；死者中大约70%为中国军民，另有约30%俄裔。作为在戰後冷战中为美方生化武器研究工作的交换，731部队大部分成员在驻日盟军总司令道格拉斯·麦克阿瑟准许下，于东京审判前秘密获释；另有12人在哈巴罗夫斯克受审，后也于1956年被遣送回国。1945年日军战败，炸毁并破坏了军事基地内外的建筑和设施。731旧址是目前世界范围内规模最大的细菌战遗址群。

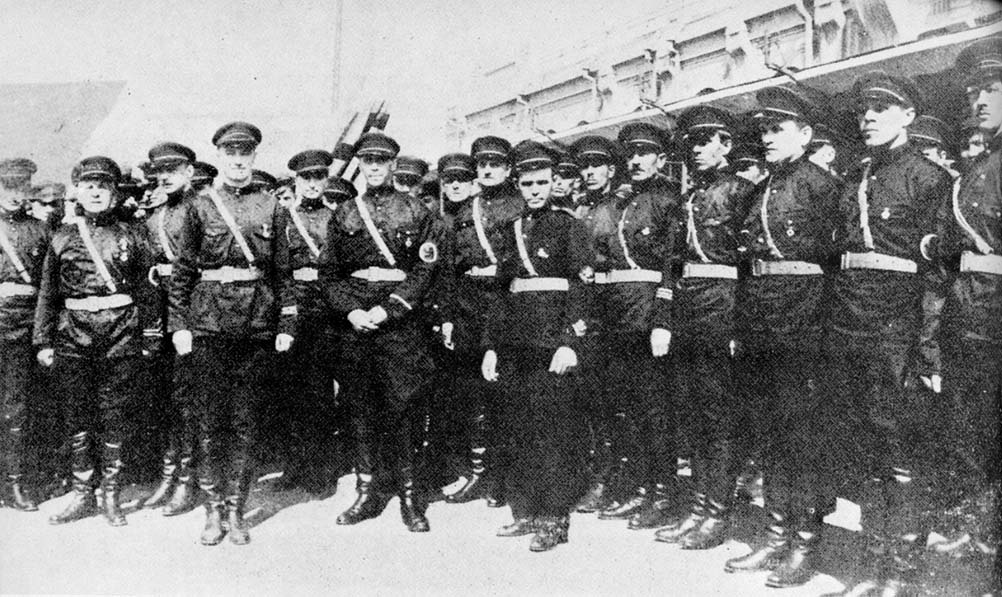
流亡哈尔滨的“俄罗斯法西斯党”成员

1932年1月中共满洲省委迁到哈尔滨，赵尚志、李兆麟、杨靖宇等率东北抗日联军在哈尔滨和哈东等区域进行抗日活动。1938年，共产国际下令解散中共满洲省委，东北抗联改由共产国际直接组织和领导，并在《蘇日中立條約》签订后撤退到苏联远东地区，並將部队改編為國際紅軍特別獨立第八十八旅。
1935年，苏联将中东铁路出售给日本后，约有10万俄罗斯裔撤出哈尔滨，返回苏联。时值苏联国内处于大清洗时期，苏联内务人民委员部首脑叶若夫将“所有中东铁路的前雇员和从满洲回国的人”定义为“哈尔滨人”，并加以整肃、清洗；这其中，48,133人回国后以“日谍”罪名被捕，当中的30,992人被处决，其余17,000余人几乎尽数流放，幸存者在1956年平反。到1930年代末，哈尔滨的俄裔人口仅余30,000左右。哈尔滨地区的俄国势力在满洲国时期也以“俄罗斯法西斯党”为主流，和日方维持合作，执行反布尔什维克、反犹太等政策，原哈尔滨的犹太後裔大多前往天津、上海等地并辗转出国；后又有部分受德国纳粹迫害的犹太人逃亡至哈尔滨。

### 二战以后

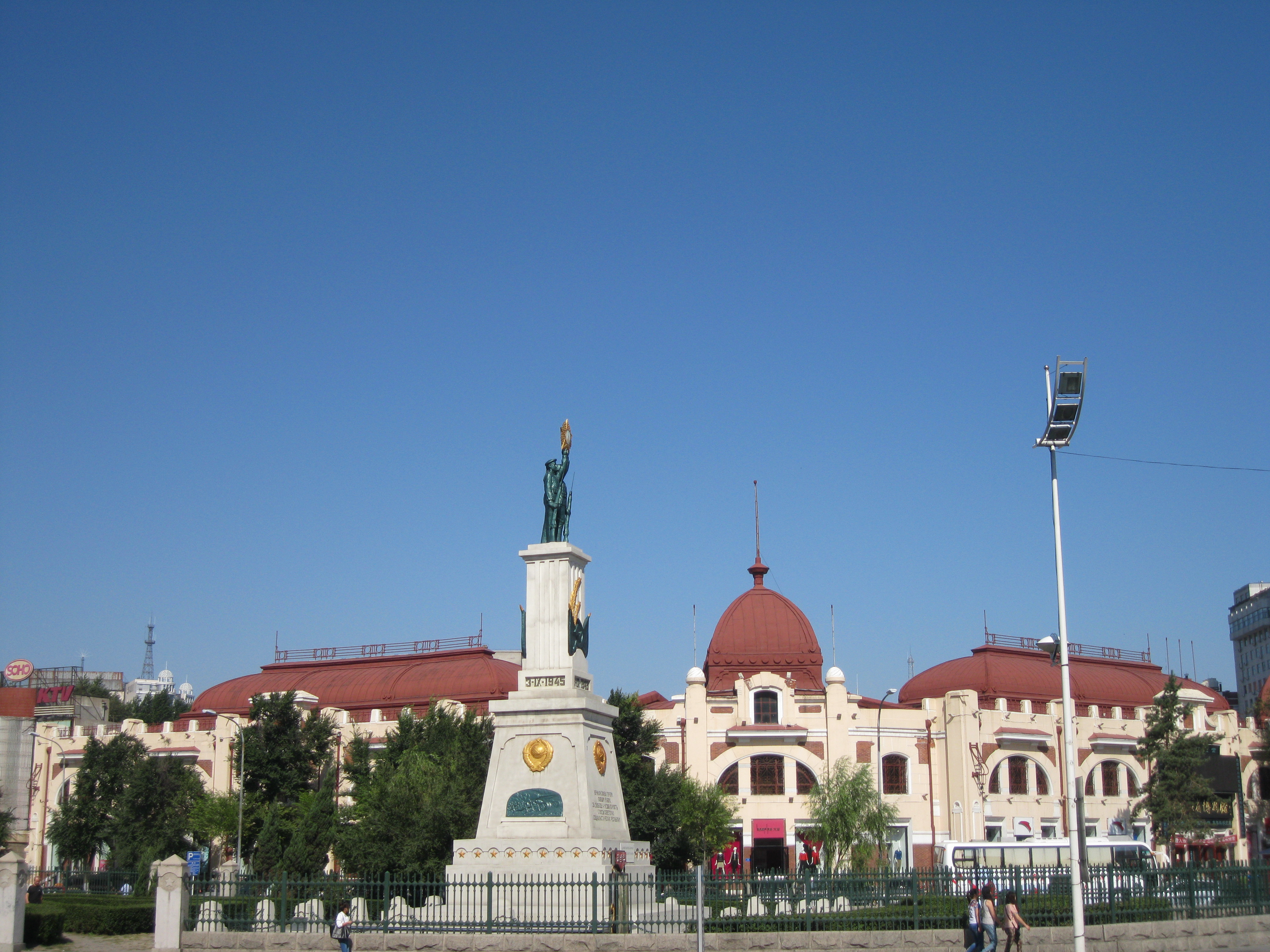
苏联红军于哈尔滨设立的纪念碑

中華民國設置的哈爾濱市

1945年8月18日，苏联红军夺取该城。9月下旬，按中共领导下的東北行政委員會指示，松江省民主政府在哈爾濱市成立；同年10月1日，在苏军控制下，于哈尔滨成立滨江省政府。1946年1月12日，國民政府接收哈爾濱市的滨江省政府，并将原滨江省改为松江省；中華民國曾在1946年将哈尔滨设为院辖市，并于1947年制定东北新省区方案设立哈爾濱特別市（第三次），直屬國民政府，但此后国民政府并未真正控制哈尔滨。
1946年4月28日，共軍东北民主联军松江军区部队佔領该城，由中共中央东北局北满分局直接领导，后改由中共中央东北局和东北行政委员会领导。1946年5月下旬，国军夺回长春（满洲国的首都），在第二次四平战役重创林彪部队后，一直追击到松花江畔，距离哈尔滨仅60公里。在调停特使乔治·卡特里克·马歇尔威胁取消一切对国民政府援助的压力下，蒋中正6月6日下达了停战令；后马歇尔调停失败。
哈尔滨是中国共产党所控制的第一个大城市（1947年9月人口普查总人口729,185人，没有户口者和外侨38,134人未统计在内）。6月，中共中央东北局、东北民主联军总司令部及其附属机关全部迁驻哈尔滨市。8月28日，国民政府支持下发动的八二八暴动仅半个小时就被中共政权平息；随后中共政权通过大清查、大整顿控制了哈尔滨市社会局面。哈尔滨成为了中国共产党在第二次国共内战中的大后方和重要的工业基地。
1946年11月18日，中共东北行政委员会决定，将哈尔滨市再次改为哈爾濱特别市（第四次）。1949年3月各特别市取消“特别”二字。1949年改隸並成為松江省省会，1953年7月18日，哈尔滨市再次改为中央直辖市，1954年6月19日黑龍江、松江二省合併，再改隸黑龍江省，並成為省会至今。1984年10月5日，哈尔滨被确立为计划单列市，并于1994年2月25日正式定为全国16个副省级城市之一。

## 地理

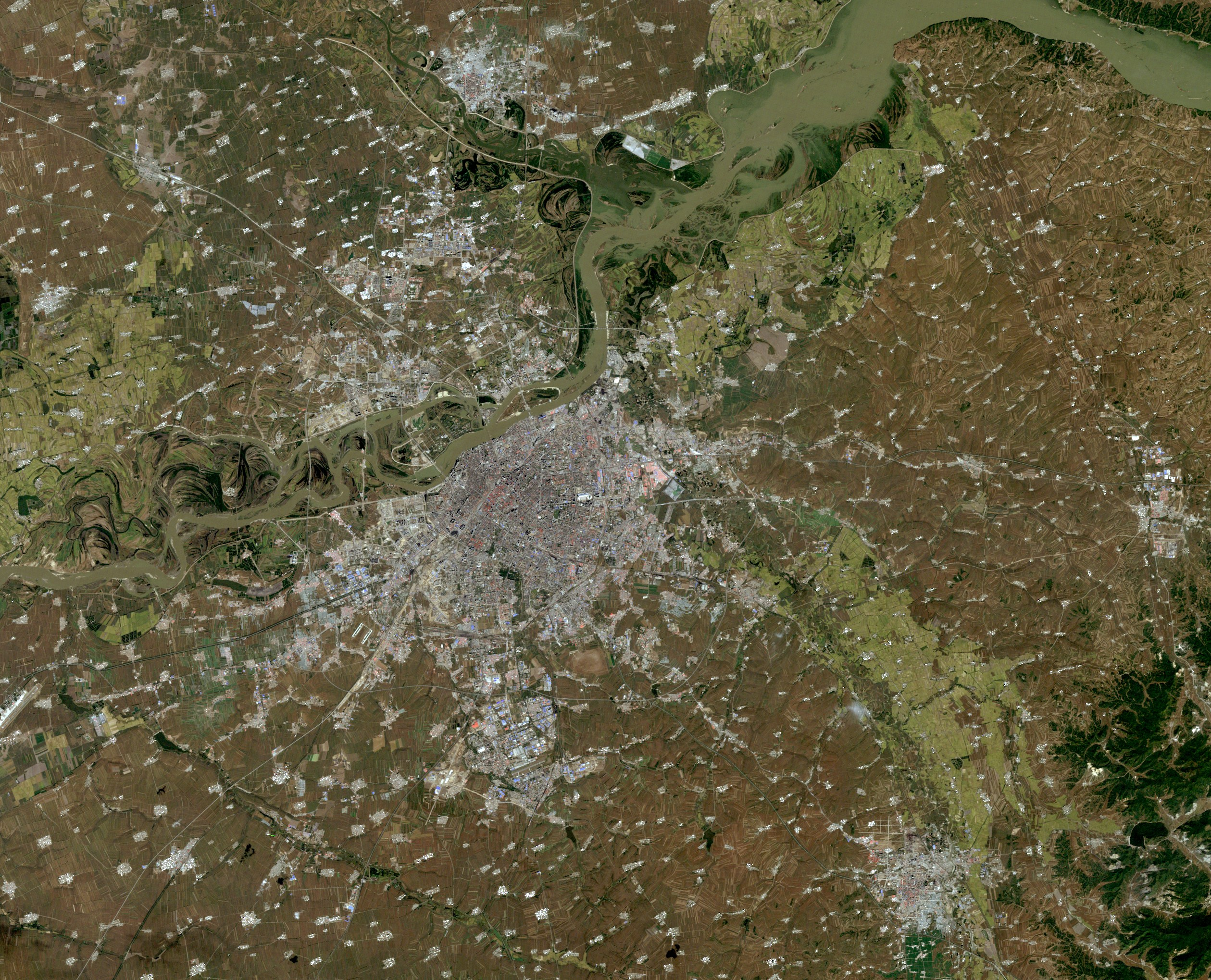
哈尔滨及周边区域, LandSat-5卫星图像, 2010-09-22

哈尔滨位于黑龙江省南部，松嫩平原东南缘，松花江中游南岸，因其处在版图形似天鹅的黑龙江省的修长颈处，被誉为“天鹅项下珍珠城”。哈尔滨辖区域跨东经125°42′-130°10，北纬44°04′-46°40′，总面积53,068平方公里，市区面积10,198平方公里，辖区面积居全国15个副省级城市之首，辖区总人口位居东北地区首位。北与伊春市毗邻，东北与佳木斯市、七台河市接壤，东南与牡丹江市相接，西南与吉林省相连，西部接大庆市，西北连绥化市。哈尔滨地势平坦，平均海拔151米。山地占34%，丘陵占20.7%，平原占45.3%。市区沿松花江两岸，以平原地形为主；东部辖县多山地、丘陵。

### 气候
哈尔滨属中温带大陆性季风气候，一年之间四季分明。受西伯利亚冷高压影响，冬季严寒、多雪，1月平均最低气温-22.4℃，日最低气温常在-20℃以下，偶有-30℃之下，有“冰城”之称。夏季凉爽宜人且短促，7月平均最高气温28.2℃，是一年中降水最多的季节，但降水强度不大。春、秋季属于过渡季节，时间较短。春季气温回升快，降水少，空气干燥，天气多变，气温变幅大。秋季天气冷暖多变，入秋后，降水量显著减少，但多于春季；风速较大，仅次于春季，风向以偏南风为主。年降雨量539.4毫米，年平均气温5.2℃，1月平均气温-17.3℃，7月平均气温23.7℃。历史极端最低气温达-42.6℃，极端最高气温亦达40.4℃。
| 哈尔滨市气象数据（平均数据自1991年统计至2020年，极端数据自1961年统计至2010年）      | 哈尔滨市气象数据（平均数据自1991年统计至2020年，极端数据自1961年统计至2010年） | 哈尔滨市气象数据（平均数据自1991年统计至2020年，极端数据自1961年统计至2010年） | 哈尔滨市气象数据（平均数据自1991年统计至2020年，极端数据自1961年统计至2010年） | 哈尔滨市气象数据（平均数据自1991年统计至2020年，极端数据自1961年统计至2010年） | 哈尔滨市气象数据（平均数据自1991年统计至2020年，极端数据自1961年统计至2010年） | 哈尔滨市气象数据（平均数据自1991年统计至2020年，极端数据自1961年统计至2010年） | 哈尔滨市气象数据（平均数据自1991年统计至2020年，极端数据自1961年统计至2010年） | 哈尔滨市气象数据（平均数据自1991年统计至2020年，极端数据自1961年统计至2010年） | 哈尔滨市气象数据（平均数据自1991年统计至2020年，极端数据自1961年统计至2010年） | 哈尔滨市气象数据（平均数据自1991年统计至2020年，极端数据自1961年统计至2010年） | 哈尔滨市气象数据（平均数据自1991年统计至2020年，极端数据自1961年统计至2010年） | 哈尔滨市气象数据（平均数据自1991年统计至2020年，极端数据自1961年统计至2010年） | 哈尔滨市气象数据（平均数据自1991年统计至2020年，极端数据自1961年统计至2010年） |
| 月份                                                                                | 1月                                                                            | 2月                                                                            | 3月                                                                            | 4月                                                                            | 5月                                                                            | 6月                                                                            | 7月                                                                            | 8月                                                                            | 9月                                                                            | 10月                                                                           | 11月                                                                           | 12月                                                                           | 全年                                                                           |
| ----------------------------------------------------------------------------------- | ------------------------------------------------------------------------------ | ------------------------------------------------------------------------------ | ------------------------------------------------------------------------------ | ------------------------------------------------------------------------------ | ------------------------------------------------------------------------------ | ------------------------------------------------------------------------------ | ------------------------------------------------------------------------------ | ------------------------------------------------------------------------------ | ------------------------------------------------------------------------------ | ------------------------------------------------------------------------------ | ------------------------------------------------------------------------------ | ------------------------------------------------------------------------------ | ------------------------------------------------------------------------------ |
| 历史最高温 °C（°F）                                                                 | 4.2 (39.6)                                                                     | 10.6 (51.1)                                                                    | 22.6 (72.7)                                                                    | 32.5 (90.5)                                                                    | 36.2 (97.2)                                                                    | 39.2 (102.6)                                                                   | 39.2 (102.6)                                                                   | 35.6 (96.1)                                                                    | 31.4 (88.5)                                                                    | 28.6 (83.5)                                                                    | 18.7 (65.7)                                                                    | 8.5 (47.3)                                                                     | 39.2 (102.6)                                                                   |
| 平均高温 °C（°F）                                                                   | −11.8 (10.8)                                                                   | −5.9 (21.4)                                                                    | 3.2 (37.8)                                                                     | 14.0 (57.2)                                                                    | 21.6 (70.9)                                                                    | 26.6 (79.9)                                                                    | 28.2 (82.8)                                                                    | 26.7 (80.1)                                                                    | 21.6 (70.9)                                                                    | 12.6 (54.7)                                                                    | 0.1 (32.2)                                                                     | −9.8 (14.4)                                                                    | 10.6 (51.1)                                                                    |
| 日均气温 °C（°F）                                                                   | −17.3 (0.9)                                                                    | −11.9 (10.6)                                                                   | −2.4 (27.7)                                                                    | 8.0 (46.4)                                                                     | 15.7 (60.3)                                                                    | 21.3 (70.3)                                                                    | 23.7 (74.7)                                                                    | 21.9 (71.4)                                                                    | 15.7 (60.3)                                                                    | 6.8 (44.2)                                                                     | −4.6 (23.7)                                                                    | −14.6 (5.7)                                                                    | 5.2 (41.3)                                                                     |
| 平均低温 °C（°F）                                                                   | −22.4 (−8.3)                                                                   | −17.8 (0.0)                                                                    | −8.2 (17.2)                                                                    | 1.9 (35.4)                                                                     | 9.6 (49.3)                                                                     | 16.0 (60.8)                                                                    | 19.3 (66.7)                                                                    | 17.4 (63.3)                                                                    | 10.2 (50.4)                                                                    | 1.6 (34.9)                                                                     | −9 (16)                                                                        | −19.1 (−2.4)                                                                   | 0.0 (31.9)                                                                     |
| 历史最低温 °C（°F）                                                                 | −38.1 (−36.6)                                                                  | −37.3 (−35.1)                                                                  | −28.4 (−19.1)                                                                  | −12.8 (9.0)                                                                    | −3.8 (25.2)                                                                    | 4.6 (40.3)                                                                     | 9.5 (49.1)                                                                     | 5.5 (41.9)                                                                     | −4.8 (23.4)                                                                    | −16.2 (2.8)                                                                    | −26.5 (−15.7)                                                                  | −35.7 (−32.3)                                                                  | −42.6 (−44.7)                                                                  |
| 平均降水量 mm（）                                                                   | 3.8 (0.15)                                                                     | 4.5 (0.18)                                                                     | 11.5 (0.45)                                                                    | 19.3 (0.76)                                                                    | 51.4 (2.02)                                                                    | 100.4 (3.95)                                                                   | 137.0 (5.39)                                                                   | 112.7 (4.44)                                                                   | 52.3 (2.06)                                                                    | 24.5 (0.96)                                                                    | 14.4 (0.57)                                                                    | 7.6 (0.30)                                                                     | 539.4 (21.23)                                                                  |
| 平均降水天数（≥ 0.1 mm）                                                            | 4.8                                                                            | 3.6                                                                            | 5.4                                                                            | 6.6                                                                            | 10.5                                                                           | 13.8                                                                           | 14.0                                                                           | 11.9                                                                           | 9.1                                                                            | 6.6                                                                            | 5.8                                                                            | 6.9                                                                            | 99                                                                             |
| 平均相對濕度（％）                                                                  | 71                                                                             | 66                                                                             | 55                                                                             | 48                                                                             | 51                                                                             | 62                                                                             | 76                                                                             | 78                                                                             | 69                                                                             | 61                                                                             | 63                                                                             | 69                                                                             | 64                                                                             |
| 月均日照時數                                                                        | 129.7                                                                          | 171.7                                                                          | 215.3                                                                          | 215.7                                                                          | 237.0                                                                          | 240.2                                                                          | 222.6                                                                          | 220.4                                                                          | 224.1                                                                          | 191.9                                                                          | 148.9                                                                          | 122.1                                                                          | 2,339.6                                                                        |
| 可照百分比                                                                          | 46                                                                             | 58                                                                             | 58                                                                             | 53                                                                             | 51                                                                             | 51                                                                             | 47                                                                             | 51                                                                             | 60                                                                             | 58                                                                             | 53                                                                             | 45                                                                             | 53                                                                             |
| 平均紫外线指数                                                                      | 1                                                                              | 2                                                                              | 3                                                                              | 5                                                                              | 7                                                                              | 8                                                                              | 8                                                                              | 7                                                                              | 5                                                                              | 3                                                                              | 1                                                                              | 1                                                                              | 4                                                                              |
| 来源1：中国气象局（1971–2000年间的日照数据），中国天气网（1971–2000年间的降水天数） |                                                                                |                                                                                |                                                                                |                                                                                |                                                                                |                                                                                |                                                                                |                                                                                |                                                                                |                                                                                |                                                                                |                                                                                |                                                                                |
| 来源2：Weather Atlas 网站                                                           |                                                                                |                                                                                |                                                                                |                                                                                |                                                                                |                                                                                |                                                                                |                                                                                |                                                                                |                                                                                |                                                                                |                                                                                |                                                                                |

| 哈尔滨太平国际机场气象数据 (2015-2024年平均值) | 哈尔滨太平国际机场气象数据 (2015-2024年平均值) | 哈尔滨太平国际机场气象数据 (2015-2024年平均值) | 哈尔滨太平国际机场气象数据 (2015-2024年平均值) | 哈尔滨太平国际机场气象数据 (2015-2024年平均值) | 哈尔滨太平国际机场气象数据 (2015-2024年平均值) | 哈尔滨太平国际机场气象数据 (2015-2024年平均值) | 哈尔滨太平国际机场气象数据 (2015-2024年平均值) | 哈尔滨太平国际机场气象数据 (2015-2024年平均值) | 哈尔滨太平国际机场气象数据 (2015-2024年平均值) | 哈尔滨太平国际机场气象数据 (2015-2024年平均值) | 哈尔滨太平国际机场气象数据 (2015-2024年平均值) | 哈尔滨太平国际机场气象数据 (2015-2024年平均值) | 哈尔滨太平国际机场气象数据 (2015-2024年平均值) |
| 月份                                           | 1月                                            | 2月                                            | 3月                                            | 4月                                            | 5月                                            | 6月                                            | 7月                                            | 8月                                            | 9月                                            | 10月                                           | 11月                                           | 12月                                           | 全年                                           |
| ---------------------------------------------- | ---------------------------------------------- | ---------------------------------------------- | ---------------------------------------------- | ---------------------------------------------- | ---------------------------------------------- | ---------------------------------------------- | ---------------------------------------------- | ---------------------------------------------- | ---------------------------------------------- | ---------------------------------------------- | ---------------------------------------------- | ---------------------------------------------- | ---------------------------------------------- |
| 平均高温 °C（°F）                              | −11.8 (10.8)                                   | −6.0 (21.2)                                    | 4.9 (40.8)                                     | 14.6 (58.3)                                    | 21.5 (70.7)                                    | 25.7 (78.3)                                    | 29.0 (84.2)                                    | 26.7 (80.1)                                    | 22.0 (71.6)                                    | 13.2 (55.8)                                    | −0.2 (31.6)                                    | −10.0 (14.0)                                   | 10.8 (51.5)                                    |
| 日均气温 °C（°F）                              | −17.7 (0.1)                                    | −12.1 (10.2)                                   | −0.8 (30.6)                                    | 8.5 (47.3)                                     | 15.7 (60.3)                                    | 20.6 (69.1)                                    | 24.3 (75.7)                                    | 22.0 (71.6)                                    | 16.1 (61.0)                                    | 6.8 (44.2)                                     | −5.2 (22.6)                                    | −14.9 (5.2)                                    | 5.3 (41.5)                                     |
| 平均低温 °C（°F）                              | −22.3 (−8.1)                                   | −17.5 (0.5)                                    | −6.5 (20.3)                                    | 2.0 (35.6)                                     | 9.7 (49.5)                                     | 15.4 (59.7)                                    | 19.8 (67.6)                                    | 17.5 (63.5)                                    | 10.9 (51.6)                                    | 1.7 (35.1)                                     | −8.7 (16.3)                                    | −18.7 (−1.7)                                   | 0.3 (32.5)                                     |
| 平均相對濕度（％）                             | 73                                             | 69                                             | 60                                             | 48                                             | 54                                             | 70                                             | 78                                             | 81                                             | 75                                             | 62                                             | 71                                             | 73                                             | 68                                             |
| 来源：                                         |                                                |                                                |                                                |                                                |                                                |                                                |                                                |                                                |                                                |                                                |                                                |                                                |                                                |

## 政治

### 现任领导
| 机构     | · 中国共产党 · 哈尔滨市委员会 | 哈尔滨市人民代表大会 常务委员会 | 哈尔滨市人民政府   | · 中国人民政治协商会议 · 哈尔滨市委员会 |
| 职务     | 书记                          | 主任                            | 市长               | 主席                                    |
| -------- | ----------------------------- | ------------------------------- | ------------------ | --------------------------------------- |
| 姓名     | 于洪涛                        | 孙喆                            | 王合生             | 孙珅                                    |
| 民族     | 汉族                          | 汉族                            | 汉族               | 汉族                                    |
| 籍贯     | 山东省海陽市                  | 山东省龙口市                    | 山东省济宁市       | 黑龙江省肇东市                          |
| 出生日期 | 1967年10月（57歲）            | 1963年10月（61歲）              | 1969年11月（55歲） | 1963年4月（62歲）                       |
| 就任日期 | 2024年1月                     | 2022年4月                       | 2024年5月          | 2022年4月                               |

### 行政区划
哈尔滨市现辖9个市辖区、7个县，代管2个县级市。
- 市辖区：道里区、南岗区、道外区、平房区、松北区、香坊区、呼兰区、阿城区、双城区
- 县级市：尚志市、五常市
- 县：依兰县、方正县、宾县、巴彦县、木兰县、通河县、延寿县

### 区划沿革
- 1949年10月1日，设立松江省哈尔滨市，辖道里区、南岗区、香坊区、太平区、松浦区、顾乡区、东傅家区、西傅家区、新阳区。
- 1953年1月23日，由香坊区析置平房区、朝阳区；由顾乡区析置王岗区；由阿城县析置天恒区。
- 1953年7月8日，哈尔滨市改为中央直辖市。
- 1953年11月23日，将新阳区分别划入道里区、顾乡区。
- 1954年6月19日，黑龙江省、松江省合并，哈尔滨市成为黑龙江省省会。
- 1956年8月28日，将东傅家区、西傅家区合并为道外区，顾乡区并入道里区，朝阳区的一部分划归平房区。
- 1956年10月25日将天恒区并入朝阳区。
- 1958年1月15日，将香坊区的一部分设为动力之乡区。
- 1958年，设置松花江专区，专员公署驻哈尔滨市，但实行市地分管，互不隶属。专区辖原绥化专区所属绥化、海伦、望奎、兰西、庆安、铁力、绥棱、巴彦、木兰、通河10县及原由省直辖的五常、双城、肇州、肇源4县。同年，撤销铁力县，并入庆安县。松花江专区辖13县。
- 1958年8月25日，将松花江专区肇东县、宾县、呼兰县、阿城县划归哈尔滨市。
- 1958年10月22日，将朝阳区、王岗区、松浦区合并为滨江区。
- 1958年11月15日，将滨江区分别划入道里区、南岗区、道外区、太平区、香坊区、平房区、动力之乡区。
- 1959年12月14日，将阿城县的一部分分别划入香坊区、太平区、动力之乡区、平房区；将肇东县的一部分划归道里区；将平房区的一部分划归动力之乡区。
- 1960年5月12日，将松花江专区的五常县、双城县、巴彦县、木兰县、通河县划归哈尔滨市，肇东县划归松花江专区。
- 1963年3月8日，成立滨江区，以原道里区、南岗区、道外区、太平区、香坊区、平房区、动力之乡区的一部分作为行政区域。
- 1965年6月14日，原松花江专区专员公署迁至绥化并改为绥化专区，设立新的松花江专区并辖原哈尔滨市所辖的賓县、阿城县、呼蘭县、五常县、双城县、巴彦县、木蘭县、通河县，专员公署仍设于哈尔滨市。
- 1967年4月，动力之乡区改称动力区，平房区改称新曙光区。
- 1968年，松花江专区改为松花江地区。
- 1970年4月1日，将牡丹江地区的尚志县、方正县、延寿县划归松花江地区。
- 1972年8月14日，将滨江区分别划入道里区、南岗区、道外区、太平区、香坊区、新曙光区、动力区。
- 1972年9月22日，新曙光区改称平房区。
- 1983年10月3日，将松花江地区的呼兰、阿城两县划归哈尔滨市。
- 1987年2月24日，将阿城县改为阿城市（县级）。
- 1991年2月2日，将松花江地区方正县、宾县、佳木斯市依兰县划归哈尔滨市。
- 1996年8月11日，实行市、地合并，将原地区行政公署设于哈尔滨市的松花江地区整体并入哈尔滨市[68]。
- 2004年2月4日，将太平区并入道外区；设立松北区，以道外区、呼兰县的一部分区域作为行政区域；设立呼兰区，以呼兰县的剩余区域作为行政区域。
- 2006年8月15日，国务院批准哈尔滨市对部分行政区划进行调整，即：撤销动力区、香坊区，组建新的香坊区；撤销阿城市，设立阿城区；将阿城市永源镇、巨源镇划归道外区管辖[69]。
- 2014年5月，国务院批准哈尔滨市对部分行政区划进行调整，即：撤销县级双城市，设立双城区[10]。截至2014年5月，哈尔滨市辖道里、道外、南岗、香坊、平房、松北、呼兰、阿城、双城9个区和宾县、巴彦、依兰、延寿、木兰、通河、方正7个县，五常、尚志2个县级市，全市总面积53,068平方公里，其中市区面积10,198平方公里[70]。

## 人口
2011年5月12日，哈尔滨市政府发布本市第六次全国人口普查主要数据，截至2010年11月1日零时，全市总人口（即常住人口）为10,635,971人，列成都、广州之后，居副省级城市第三位。2010年哈尔滨市区常住人口5,878,939人，居副省级城市第九位。和2000年进行的第五次全国人口普查数据进行比较，十年间哈尔滨市人口增加了1,222,612人，增长了12.99%，年均增长率1.23%。男性所占比例略高于女性，分别为50.85%和49.15%。哈尔滨市的人口出生率仅为6.95‰，与12.13‰的全国平均水平相比存在较大差距。流动人口和2000年相比，增长了1.7倍。
根据2020年第七次全国人口普查，全市常住人口为10,009,854人。同第六次全国人口普查的10,635,971人相比，十年共减少了626,117人，下降5.89%，年平均增长率为-0.6%。其中，男性人口为5,007,089人，占总人口的50.02%；女性人口为5,002,765人，占总人口的49.98%。总人口性别比（以女性为100）为100.09。0－14岁的人口为1,047,204人，占总人口的10.46%；15－59岁的人口为6,762,590人，占总人口的67.56%；60岁及以上的人口为2,200,060人，占总人口的21.98%，其中65岁及以上的人口为1,466,109人，占总人口的14.65%。居住在城镇的人口为7,067,709人，占总人口的70.61%；居住在乡村的人口为2,942,145人，占总人口的29.39%。
2022年末户籍总人口939.5万人。其中，城镇人口528.6万人。九区人口551.4万人，九县（市）人口388.1万人。
2024年末户籍总人口933.0万人。其中，城镇人口525.9万人。九区人口551.9万人，九县（市）人口381.1万人，全市人口自然增长率-2‰。

### 民族
2005年哈尔滨市共有少数民族人口63.19万人，滿族人口占少数民族人口总数的77.1%，列少数民族第一位，其次是朝鲜族人口占少数民族人口的13.2%，第三是回族人口占少数民族人口的5.8%，也有蒙古族、锡伯族、达斡尔族等。
2020年全市常住人口中，汉族人口为9,550,738人，占95.41%；各少数民族人口为459,116人，占4.59%。与2010年第六次全国人口普查相比，汉族人口减少568,694人，下降5.62%，占总人口比例增加0.27个百分点；各少数民族人口减少57,423人，下降11.12%，占总人口比例下降0.27个百分点。其中，满族人口减少54,273人，下降15.48%，占总人口比例下降0.34个百分点；朝鲜族人口减少13,596人，下降12.91%，占总人口比例下降0.07个百分点；回族人口减少7,065人，下降19.36%，占总人口比例下降0.05个百分点；蒙古族人口增加5,169人，增长38.18%，占总人口比例增加0.06个百分点。
市辖区人口553.7万人。2021年末户籍总人口943.2万人，占全国总人口的0.715%。
| 民族名称                | 汉族      | 满族    | 朝鲜族 | 回族   | 蒙古族 | 锡伯族 | 达斡尔族 | 维吾尔族 | 壮族  | 土家族 | 其他民族 |
| ----------------------- | --------- | ------- | ------ | ------ | ------ | ------ | -------- | -------- | ----- | ------ | -------- |
| 人口数                  | 9,550,738 | 296,221 | 91,706 | 29,435 | 18,707 | 3,418  | 2,763    | 2,317    | 2,124 | 1,939  | 10,486   |
| 占总人口比例（%）       | 95.41     | 2.96    | 0.92   | 0.29   | 0.19   | 0.03   | 0.03     | 0.02     | 0.02  | 0.02   | 0.10     |
| 占少数民族人口比例（%） | －        | 64.52   | 19.97  | 6.41   | 4.07   | 0.74   | 0.60     | 0.50     | 0.46  | 0.42   | 2.28     |

## 经济
2021年，哈尔滨实现地区生产总值5351.7亿元，按可比价格计算，比上年增长5.5%。其中，第一产业实现增加值628.2亿元，增长6.6%；第二产业实现增加值1239.2亿元，增长3.2%；第三产业实现增加值3484.3亿元，增长6.1%。三次产业结构由上年的12.0：22.5：65.5调整为11.7：23.2：65.1。
目前哈尔滨市设有三个国家级经济技术开发区和一个国家级高新技术开发区。国家级经济技术开发区分别为位于哈南的哈尔滨经济技术开发区，位于宾县的宾西经济技术开发区，位于呼兰区的利民经济技术开发区。国家级高新技术开发区原址在哈尔滨南岗区，将逐渐搬迁至松北区。
1990年创办以来每年一度的中国哈尔滨国际经济贸易洽谈会，作为联系中国与俄罗斯、东北亚的大型国际经贸、科技交易会，充分利用地缘优势，協助中俄多方合作，促进了对俄罗斯，日本，韩国的贸易，并覆蓋整个东北亚地区。2013年10月，中俄两国总理李克强、梅德韦杰夫于中俄总理定期会晤期间商定，将哈洽会升级为中国-俄罗斯博览会。2014年6月30日-7月4日，由中国商务部、黑龙江省人民政府、俄罗斯经济发展部、俄罗斯工业和贸易部联合主办的首届中国-俄罗斯博览会在哈尔滨举办。国务院也于2013年批复《黑龙江和内蒙古东北部地区沿边开发开放规划》，确定哈尔滨市为沿边开发开放通道中心，东北亚区域性中心城市，成为东北对外特别是面向俄罗斯开放的经贸中心。
所辖尚志市亚布力滑雪旅游度假区成为中国企业家论坛年会的永久会址。

### 工业
哈尔滨市因中东铁路的通车而兴起，原是一座商贸为主都市，建市之初工业体系以食品、纺织等轻工业为主。中华人民共和国成立后，哈尔滨市成为国家重点建设的重工业基地。抗美援朝时期“南厂北迁”的实施，主要从辽宁迁来了一些工业企业。“一五计划”期间，苏联援华的156项重点工程，有13项落户于哈尔滨，形成了哈尔滨市以国有大中型企业为主体、重工业为重心的工业经济结构。这些重点工程主要包括哈尔滨电机厂、哈尔滨锅炉厂、哈尔滨汽轮机厂等一批重工业企业，构建了哈尔滨市以机电工业为主体，纺织、冶金、轻工等行业为辅的工业体系。1957年，哈尔滨市区工业总产值居全国第七位，成为了全国重要的工业基地。1964年开始，中国开始三线建设，哈尔滨作为国防前线城市，大量企业向西北、西南等地区或整建制搬迁，或支援建设，相继成立了西北铝加工厂、兰州电焊条厂、天水长城精密电表厂等，对哈尔滨市的工业体系造成了一定程度的削弱。
目前，哈尔滨市四大工业依次为食品工业、装备制造、石化和医药。其中食品工业大企业主要为黑龙江九三粮油工业集团有限公司和黑龙江烟草工业有限责任公司，装备制造大企业主要为哈尔滨电气集团公司和哈尔滨飞机工业集团有限公司，石化大企业主要为中国石油天然气股份有限公司哈尔滨石化分公司，医药大企业主要为哈药集团有限公司。国有企业在哈尔滨工业中占主导地位，工业门类齐全。
哈尔滨电气集团公司（Harbin Electric，NASQ:HRBN，简称哈电集团，原名哈尔滨电站设备集团公司，2009年3月6日经国务院国有资产监督管理委员会（国资委）批准改为现名。其下属有哈尔滨电机厂、哈尔滨锅炉厂和哈尔滨汽轮机厂。集团是闻名全国的三大动力集团之一。其中哈尔滨电机厂产品占全国水电工程设备数量的二分之一，火电工程设备数量的三分之一，总量的二分之一，也是三峡工程设备供应国内唯一中标单位，成为同行业龙头。
哈尔滨航空工业集团是中国直升机和通用、支线飞机，飞机发动机科研生产基地，目前已经发展成为一个拥有运-12轻型多用途飞机、直-9系列直升机、EC120直升机和转包国外航空产品四大系列产品的外向型航空骨干企业，并出产国内唯一的民用航空支线飞机整机。哈飞汽车股份有限公司已经被长安汽车集团兼并，成为长安集团微车生产基地。
创建于1900年的哈尔滨啤酒是中国最早的啤酒品牌。哈药集团等大批制药企业是中国医药市场的著名企业，该集团也是中国最大的广告主之一。
此外，哈尔滨市还有化工、电子仪表等近3000家企业。产品有：电站锅炉，发电设备，水轮发电机组，电力，水泥，钢材，铝材，石化产品，化学药品原药，汽车，卷烟、啤酒、家具、乳制品、软饮料等。

### 金融业

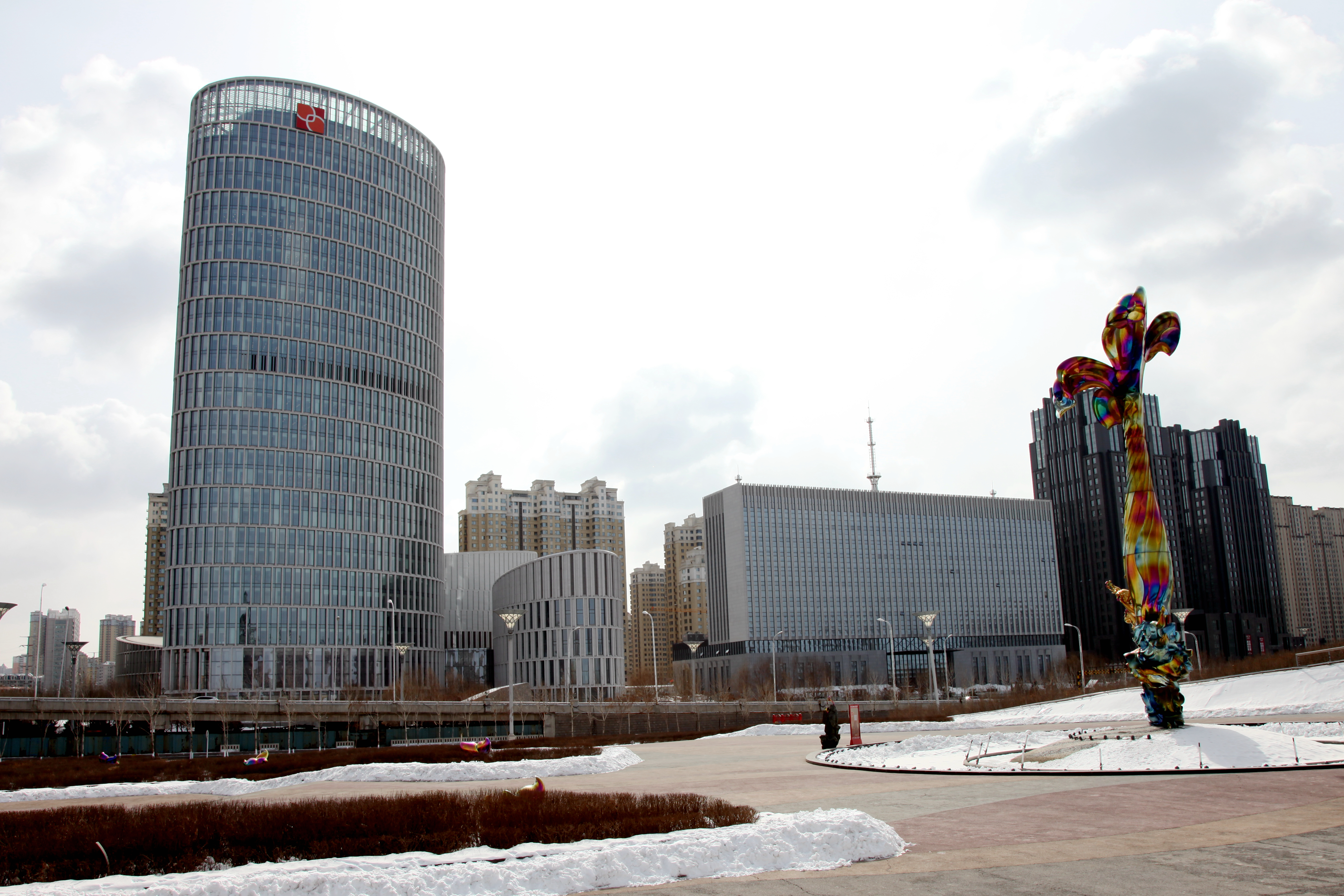
哈尔滨银行总部

20世紀初期，哈尔滨市即成為重要的國際性商貿金融都會，大批國際知名外資銀行包括滙豐銀行、遠東銀行、華俄道勝銀行、日本龙口銀行、中法實業銀行等20餘家外資金融機構曾进驻哈尔滨。华资银行如交通银行、中国银行等也在早在1910年代即在哈尔滨开设分行。
哈尔滨正处于金融业加速期，其金融业的「利基市场」成为国内外银行纷纷锁定的一块肥硕蛋糕。目前哈尔滨市拥有各类金融机构三十二家，比「十五」期末增加了一倍，其中外资银行六家，中资、外资银行数量均居东北地区第三位。另外，各类保险公司近三十家，证券、期货、信托财务公司等十九間，担保机构七十三間，小额贷款公司三十六間。境内外上市企业廿六家。
目前，共有哈尔滨银行以及龙江银行等两家城商行总部设立在哈尔滨市。
哈尔滨银行由哈尔滨市城市商业银行改制组建，现有哈尔滨、天津、成都、沈阳、大连、重庆等13家分行，在北京、深圳、吉林、甘肃、重庆及黑龙江等地设立了24家村镇银行。截至2013年末，资产总额已达3221.75亿元，较上年末增长19.3%。其中，存款余额2241.78亿元，不良率0.85%，实现净利润33.5亿元，同比增长16.97%，盈利能力在东北地区位居前列。据中国《银行家》杂志2011年发布的《2011中国商业银行竞争力评价报告》，哈尔滨银行在全国资产规模1000亿元以上城商行中，竞争力排名第四位，位居东北地区之首。在《21世纪经济报道》「亚洲中小银行综合竞争力排名」评选中，哈尔滨银行位列第六。
对俄特色金融业务方面，哈尔滨银行处于业内领先地位，2010年1-10月统计数据显示，哈尔滨银行当年兑换1.21亿卢布，占同期全国兑换量的90%以上，卢布账户及卢布存款保有量领先境内同行业，卢布结算和对俄人民币结算量处于国内银行领先水平。2014年3月31日，哈尔滨银行在香港联合交易所主板成功上市，成为中国第三家，也是东北地区第一家成功登陆香港资本市场的城市商业银行。
龙江银行成立于2009年12月，由原齐齐哈尔市商业银行、牡丹江市商业银行、大庆市商业银行和七台河市城市信用社合并重组，下设总行营业部、齐齐哈尔分行、牡丹江分行、佳木斯分行、大庆分行、双鸭山分行、伊春分行、七台河分行、鹤岗分行、黑河分行和大兴安岭分行。注册资本30.8亿元。2013年，龙江银行总资产为1719.69亿元，比2012年末减少了140.86亿元，同比下降了7.57%；存款余额1,207.8亿元，比上年末增加66.8亿元，增幅为5.86%，实现净利润18.6亿元。

#### 外资银行分布
- 摩根大通银行（J.P.Morgan）哈尔滨分行
- 汇丰银行（HSBC Bank）哈尔滨分行
- 东亚银行（Bank of East Asia）哈尔滨分行
- 国民银行（Kookmin Bank）哈尔滨分行
- 韩亚银行（Hana Bank）哈尔滨分行
- 法国兴业银行（Société Génrale）哈尔滨分行

- 渣打银行（Standard Chartered Bank）哈尔滨分行

### 农林牧渔业
哈尔滨市共有农业耕地179.3万公顷，草地7.5万公顷。以种植水稻、玉米、大豆、薯类、甜菜、烤烟等为主。畜牧业增加值副省级城市第一名，水產养殖业黑龙江省第一位，森林覆盖率44.6%。哈尔滨粮食产量为黑龙江省第二名，仅次于毗邻的绥化市，副省级城市第一名，2013年达到330亿斤。建有哈尔滨国家粮食交易中心，是全国第一家集交易、结算、信息、物流、期货为一体的大型国家级粮食交易中心，与郑州国家粮食交易中心实现了互联。主要矿产为煤，铁矿石，铅，铜，锌，钼，钨，陶粒页岩，水泥用大理岩，饰面用花岗岩，饰面用大理岩，蛇纹岩，石油，天然气和少量泥炭。2013年，哈尔滨市全年完成农林牧渔业产值1089.5亿元，同比增长7.8%，全市农业产业化经营收入392亿元，同比增长10.2%。近年来哈尔滨市大力开展农业方面的科研与创新，216米高的哈尔滨国际农业科技创新中心成为哈尔滨松北科技创新城中的标志性建筑之一，设有对俄技术合作中心、国家人事部博士后科研工作站、中国农科院研究生院黑龙江分院等人才引进、培养、交流机构。

## 交通
哈尔滨是中国东北地区重要的交通枢纽。

### 铁路

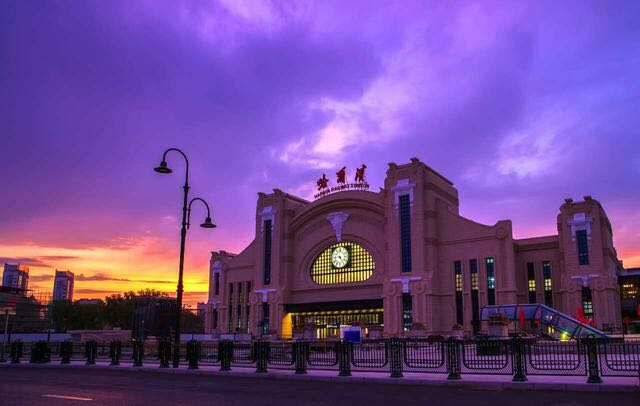
哈尔滨火车站

哈尔滨因中东铁路的修建而立市、兴起，位于东北地区由滨洲、滨绥、京哈铁路构成的“T”型铁路网的交汇点，同时也是中国《中长期铁路网规划》“八纵八横”中东北地区“一纵一横”京哈—京港澳通道与绥满通道的交汇点，是中国东北地区重要的铁路枢纽，也是中国铁路路网最北部的哈尔滨铁路局的驻地。

#### 客、货运车站
哈尔滨的主要铁路客运车站呈现“两主两辅”的布局。
- “两主”指哈尔滨站和哈尔滨西站。

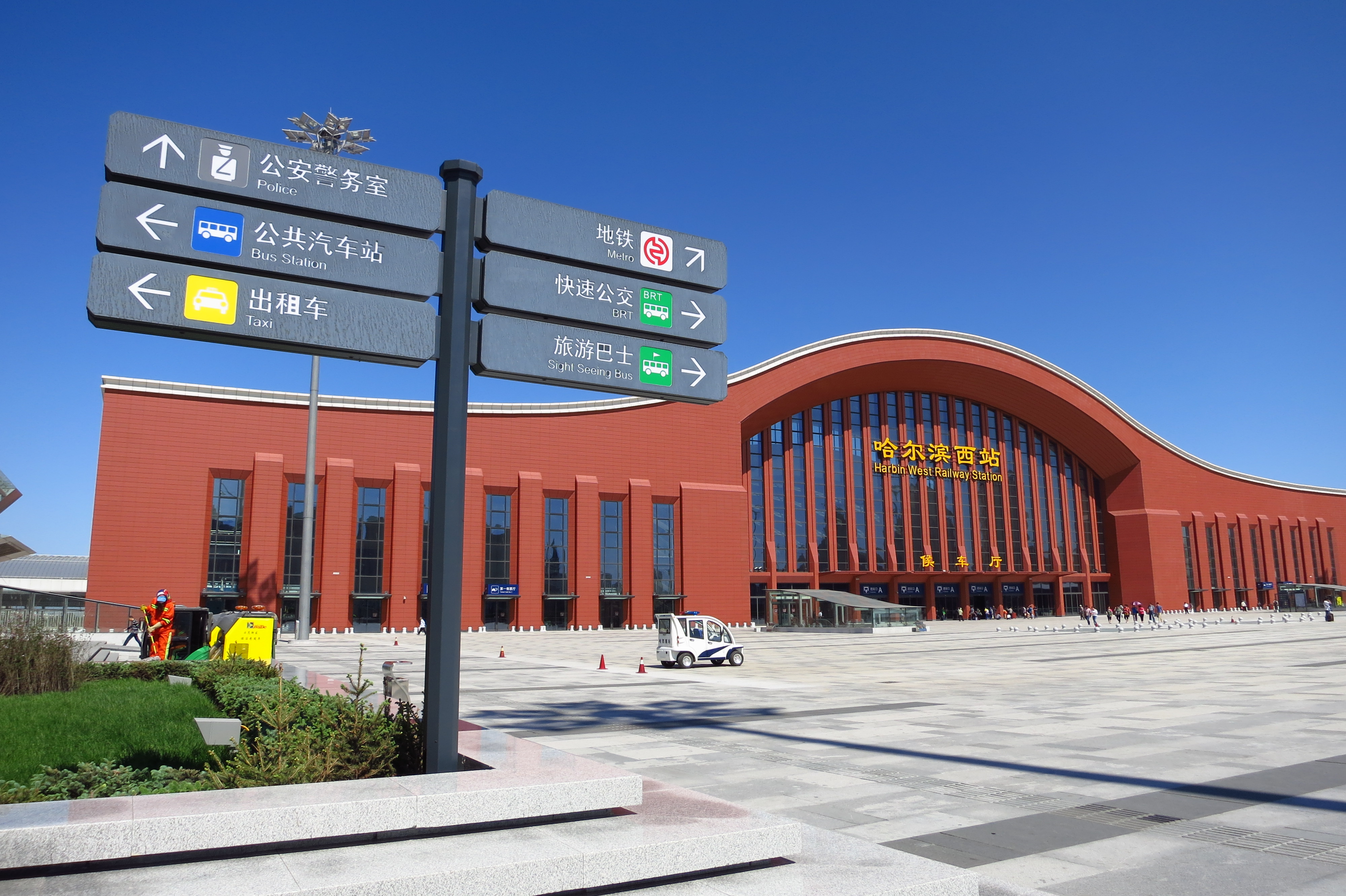
哈尔滨西火车站

  - 哈尔滨站位于哈尔滨市中心，连接南岗和道里两大中心城区。车站始建于1899年，曾用名“松花江站”，历经多次翻修、重建，最近一次重建于2018年竣工，建筑风格依照1899年第一代站房的新艺术运动风格设计。目前哈尔滨站主要负责哈尔滨市大部分普速列车的始发、终到、通过作业，同时负责部分高铁、动车的发送作业。
  - 哈尔滨西站是哈大高铁的始发站，2012年正式通车[98]，目前主要负责哈尔滨大部分高铁、动车的始发终到作业。2014年6月20日，哈西普速场上行线转线顺利开通，哈尔滨西客站至哈尔滨站通道被正式打通，哈尔滨西站开始承接南部线、西部线部分普速列车的始发终到作业[99]。

- “两辅”指哈尔滨东站和哈尔滨北站。
  - 哈尔滨东站原名三棵树站，始建于1934年，最近一次整修于2016年。现主要运营管内旅客列车，也有通往省外丹东、赤峰等地的列车。旅客在此站可与地铁1号线实现零距离换乘。
  - 哈尔滨北站已于2015年和哈齐高铁同步开通使用。哈尔滨地铁2号线在哈北站设站点，从该站下车的乘客可直接乘地铁，沿经纬街、通江街、兆麟街直达哈尔滨火车站。

哈尔滨的铁路货运系统的布局为“一编三货一中心”。“一编”是哈尔滨南站。“三货”是滨江站、王岗站和新香坊站三个货运站。“一中心”是建设新的物流中心。哈尔滨南站是中国十五个路网性编组站之一，哈尔滨站是中国三大现代化编组站之一，十七个区域性编组站之一，第三个编组站王岗编组站也已。哈尔滨集装箱中心站位于哈枢纽内新香坊站南侧，承担着大量的集装箱及特货快运运输任务，新香坊站是全国18个集装箱中心站之一，为哈尔滨市的内陆港之一。庙台子火车站为中国五个大功率和谐车组检测基地之一。
哈尔滨城区还有香坊、孙家、王兆屯、平房、新松浦、成高子、万乐等客货运车站。

#### 普铁线路
哈尔滨市域内连接国铁的主要有五条放射线路：
- 连接北京方向的京哈铁路，途径长春、四平、沈阳、铁岭、秦皇岛等地，并通过此线路连接全国铁路多条干线，开行南下的大部分旅客列车，通达全国大部分省会以上城市。
- 连接满洲里方向的滨洲铁路，途径大庆、齐齐哈尔、海拉尔等地，并通过此线路连接齐加线、牙林线等铁路，开行通往呼伦贝尔、大兴安岭等管内西北部的旅客列车。
- 连接绥芬河方向的滨绥铁路，途径阿城、尚志、牡丹江等地，并通过此线路连接图佳线、城鸡线等铁路，开行通往鸡西、七台河等管内东南部的旅客列车。
- 连接北安方向的滨北铁路，途径绥化、海伦等地，并连接齐北线、绥佳线等铁路，开行通往黑河、佳木斯、鹤岗、双鸭山、伊春等管内北部和东北部的旅客列车。
- 连接拉法方向的拉滨线，途径五常、舒兰等地，并连接长图线等铁路，开行通往吉林市、延边等方向的旅客列车。

#### 高铁、动车线路

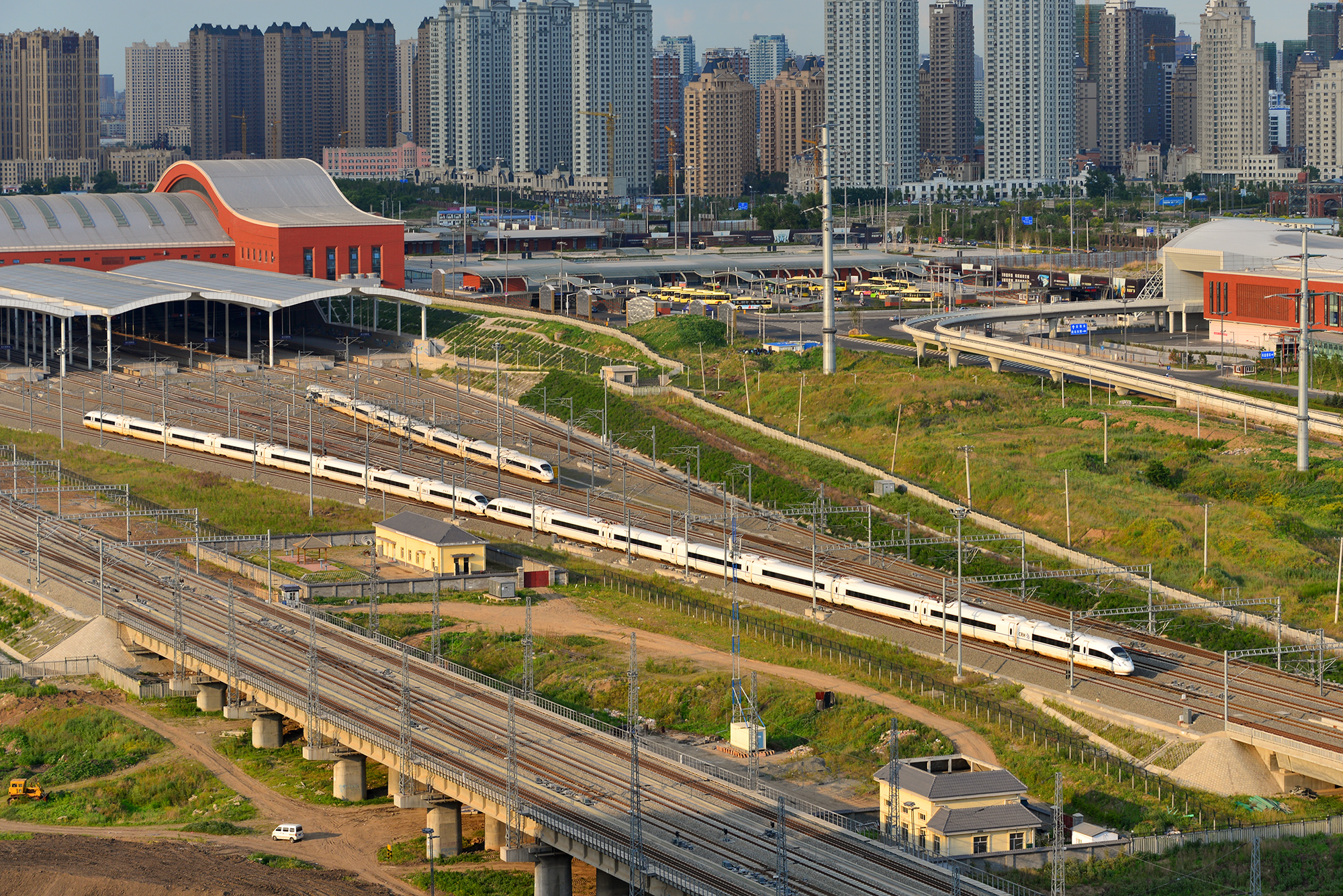
高铁列车由哈尔滨西站驶出

- 哈大客运专线，设计运营时速为350千米/时，由哈尔滨途径长春、四平、沈阳、鞍山等地通往大连，2012年12月1日建成通车，为东北三省首条高铁线路，是世界首条运行于-40℃高寒地区的高速铁路[100]。通过此线连接全国高铁网络，开行南下的大部分高铁、动车。
- 哈齐客运专线，设计运营时速250千米/时（预留300千米/时提速条件），由哈尔滨途径肇东、大庆等地通往齐齐哈尔，2015年8月17日正式通车[101]，成为黑龙江省内地级市运营的首条高速铁路线路[102]，也是中国目前建成运营的最北高铁线路。
- 哈佳快速铁路，设计运营时速200千米/時，由哈尔滨途径方正、依兰等地通往佳木斯，2018年9月30日建成通车[103]。
- 哈牡客运专线，设计运营时速250千米/时，由哈尔滨途径阿城、尚志等地通往牡丹江，2018年12月25建成通车，并与已建成的牡绥新线相连接[104][105][106]。

### 公路

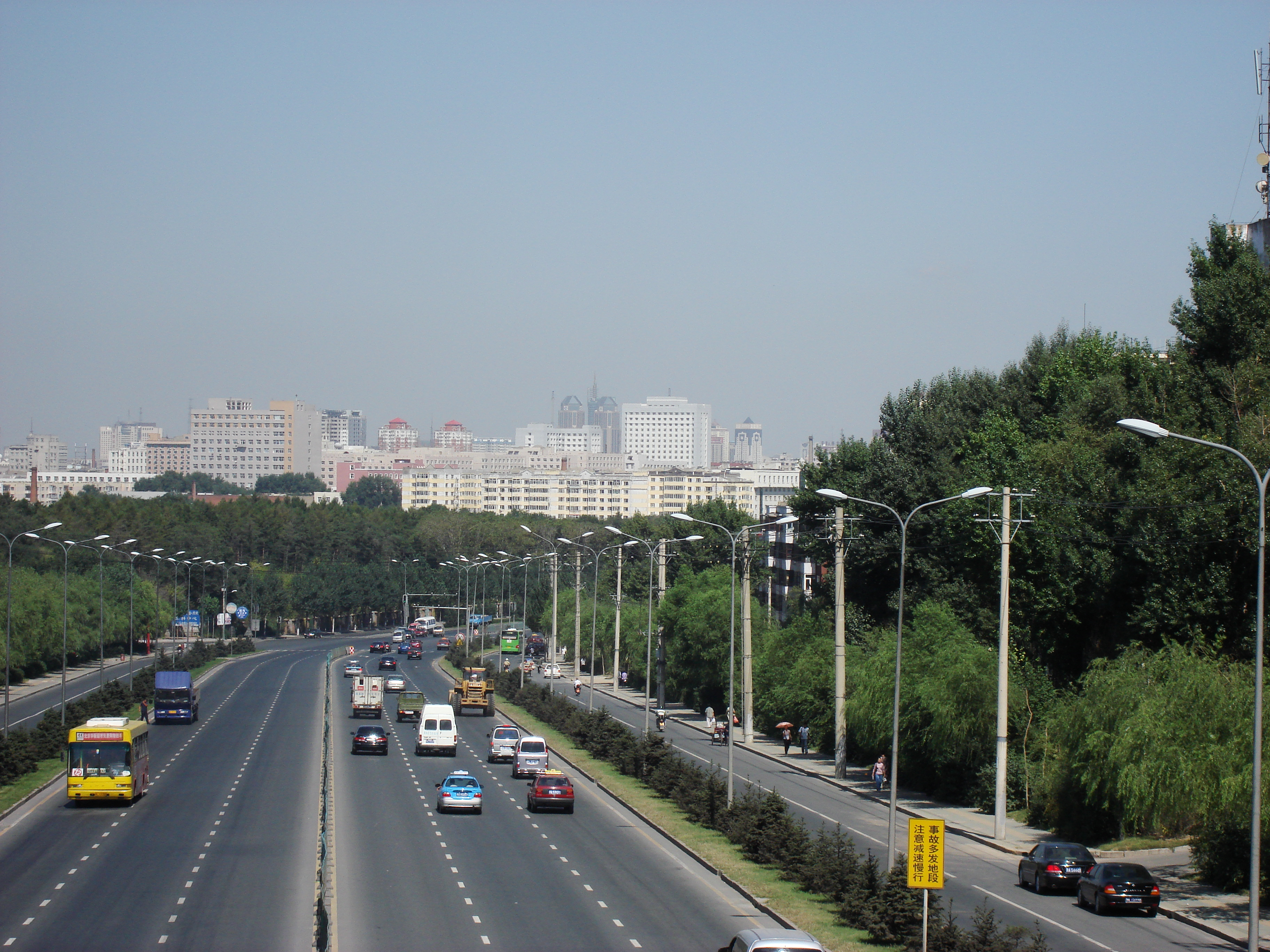
哈平路，市区南部通往平房区的主要公路

哈尔滨的主要公路客运始发站有南岗站、三棵树站、道外站、大桥站、哈西站等，开行开往全国各地的公路客车。

#### 高速公路及国道
经过哈尔滨的国道共有五条，分别为： 102国道（北京-撫遠）、 202国道（黑河-大连）、 221国道（同江-哈尔滨）、 222国道（嘉蔭-臨江）、 301国道（绥芬河-满洲里）。
在中国国家高速公路网中通过哈尔滨辖区内的有 京哈高速、 鹤哈高速、 绥满高速、 哈同高速、 吉黑高速。
 哈尔滨绕城高速，即哈尔滨四环路，全长91.94公里，设计时速120千米/小时，自1998年起历时11年建设，于2009年9月全线贯通，全长91.9千米。此外还有机场高速由市区西部直通哈尔滨太平国际机场。

#### 市区道路

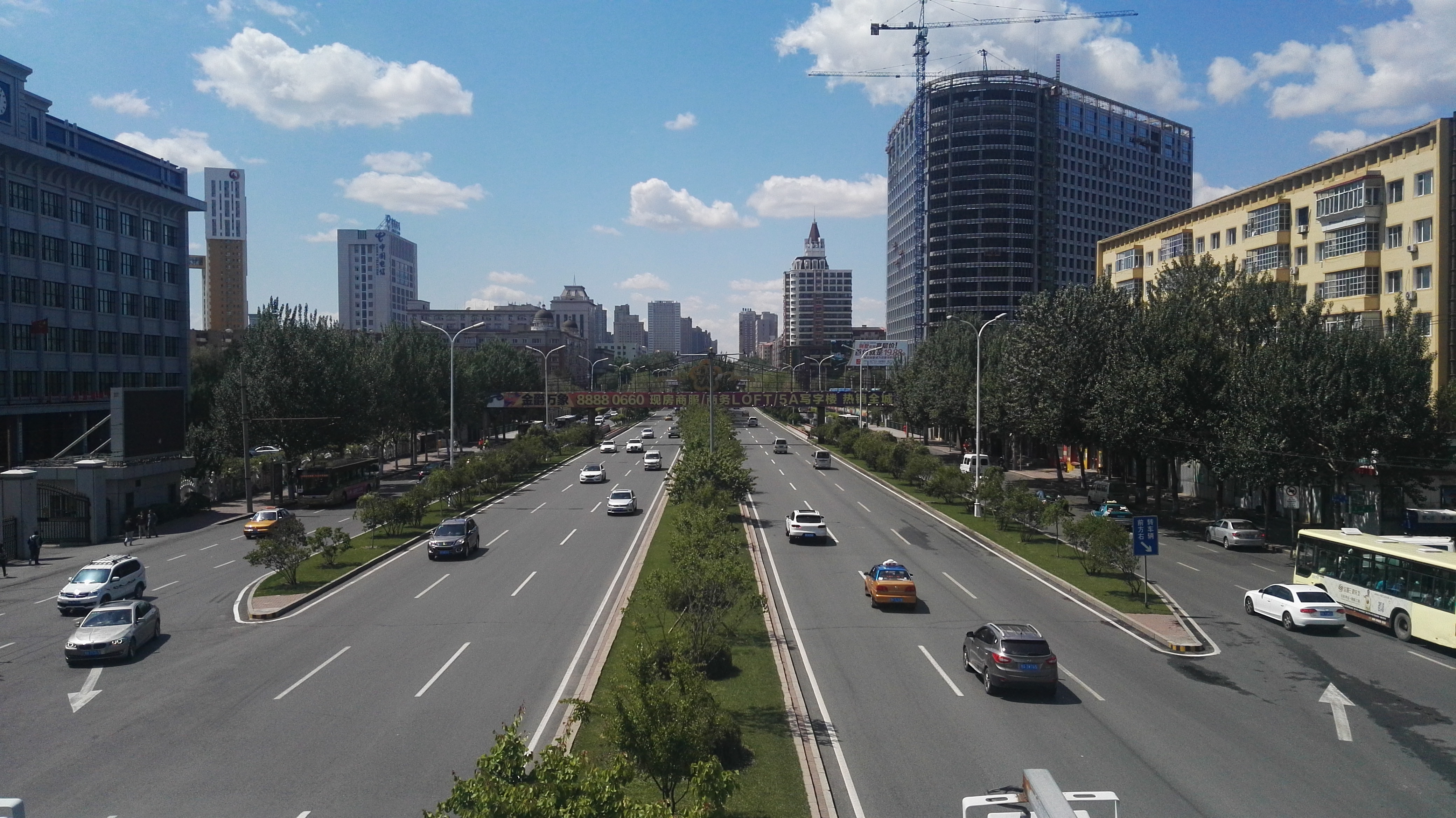
二环路西南段和兴路

哈尔滨城区内的环形道路有内环路、二环路、三环路。哈尔滨内环路为城市核心地带的环路，由新阳路、田地街、南极街、承德街、宽城街、宣化街、文昌街、教化街、安发街的部分路段组成，全长12.5公里，其中高架路段8.5公里。哈尔滨二环路为城市环路，共有13座高架立交桥，全立交、全封闭（除沿江友谊路、大新街部分路段和南直路外），双向10车道，设计时速60-80km/h，全长30.36公里，由友谊路、哈药路、前进路、康安路、和兴路、三大动力路、三合路、公滨路、南直路、东北新街、北新街、大新街组成，它贯通江南道里、道外、南岗、香坊四大城区。哈尔滨三环路为城市环路，全长61.5公里，贯通南岗、道里、道外、香坊、松北五区。其中三环路江北西、中段道路，江南段全程、西段跨江阳明滩大桥、东段跨江三环东江桥均已陆续通车，唯三环东江桥北沙坨子至中原大道路段尚在修建中。
除内环、二环、三环等主要环路经过的街道外，哈尔滨市区内的主干道还有中山路、红军街、果戈里大街、西大直街、东大直街、尚志大街、经纬街、景阳街、黄河路、长江路、红旗大街、学府路等。

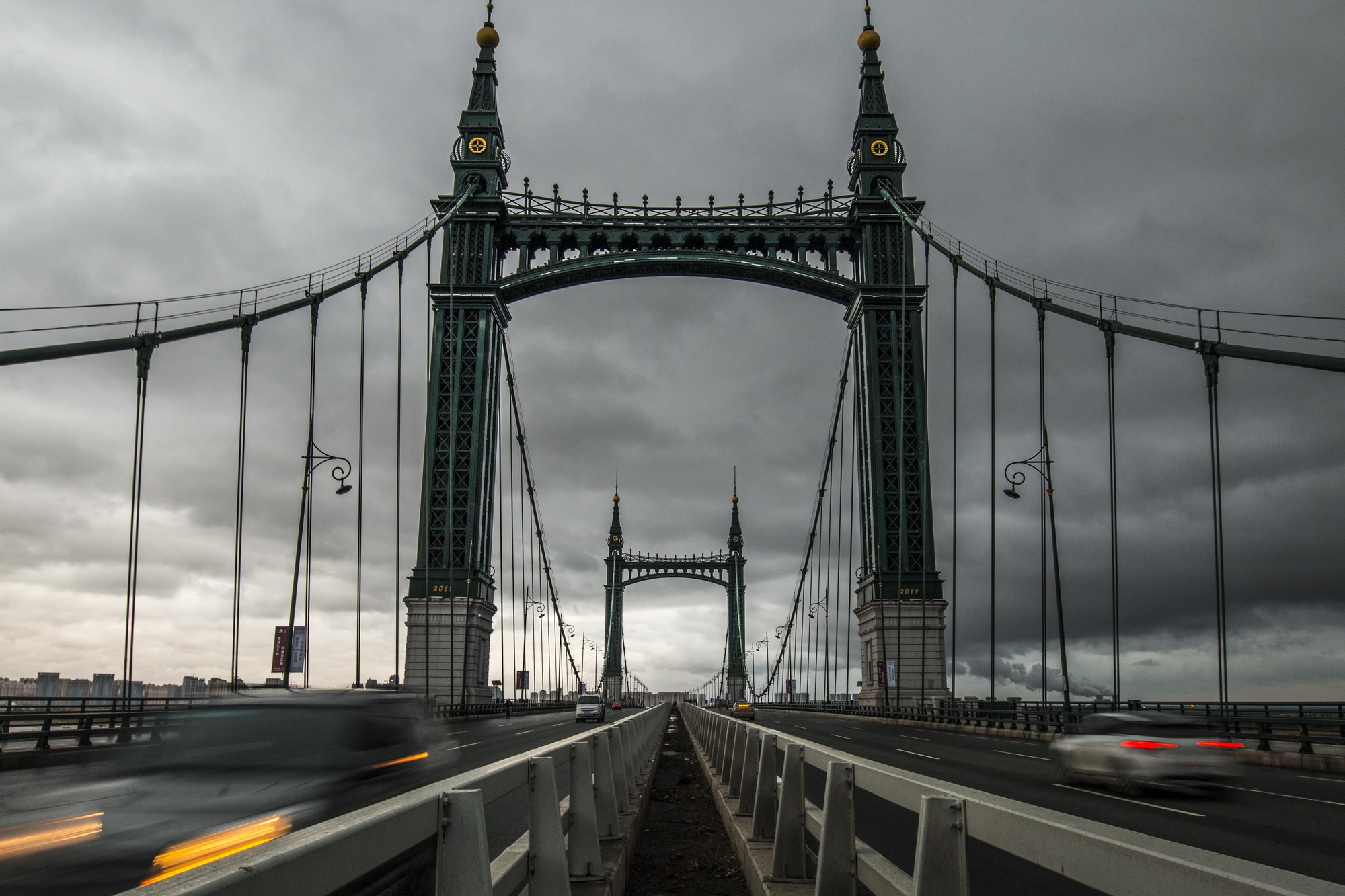
阳明滩大桥

哈尔滨城区主要的跨江公路桥有四方台大桥（四环绕城高速）、西三环阳明滩跨江大桥、松花江公路大桥、松浦大桥、东三环跨江大桥（取代原东江桥，仍为公铁两用）和下战备码头东四环跨江桥（绕城高速）。沿松花江北岸已建成长100.6公里的滨水大道，该道路西起松北万宝堤肇东界、东至大顶子山航电枢纽，自上游向下连接科技创新城、公路大桥、大剧院、松浦大桥、呼兰河口等地，兼顾交通、堤防、景观、生态功能。
加拿大埃德蒙顿有条哈尔滨路，哈尔滨也有条埃德蒙顿路，是连接二环和机场路乃至三环的重要通道，连接直通三环机场路转盘道的城乡路高架桥。

### 民航
哈尔滨太平国际机场，是东北地區首家年客流量超过2000万人次的国际航空港，年客流量居东北三省之首，亦是东北地区乃至东北亚的重要空中交通枢纽之一，是中国《国民经济和社会发展第十三个五年规划纲要》确定重点建设的全国十大国际航空枢纽之一，也是东北地区唯一的国际航空枢纽，飞行区技术等级为4E。有班机飞往北京、天津、上海、杭州、南京、青岛、温州、厦门、广州、深圳、大连、西安和三亚等三十多个大、中旅游城市，还有定期航班飞往俄罗斯、南韩、日本、泰国、台湾等国家和地区。
哈尔滨太平机场扩建主体工程于2014年10月31日开工，2018年4月竣工并投入使用。工程包括新建功能面积16万平方米的T2航站楼及45个机位的站坪、停车场等设施，航站楼总面积达到23.2万平方米，容量扩大近4倍，机位总数达到76个，设计满足2020年旅客吞吐量1800万人次、货邮吞吐量17.5万吨、年起降14.1万架次的使用需求。
哈尔滨机场二期扩建工程新建东二跑滑系统工程2022年8月全面开工，2025年1月23日正式投用，哈尔滨机场成为东北地区首个拥有双跑道的国际机场。
哈尔滨平房机场，于2020年12月22日投入运营。

### 水运
松花江哈尔滨港于1989年被国务院批准为一类开放口岸，成为东北内河最大的水陆换装枢纽港和国际口岸港，汽轮可从哈尔滨上溯到吉林市，沿嫩江可上溯至齐齐哈尔市，哈尔滨以下可通千吨以上的江轮，经俄罗斯远东地区出海。目前已经实现江海联运，可直达日本海。

### 地铁

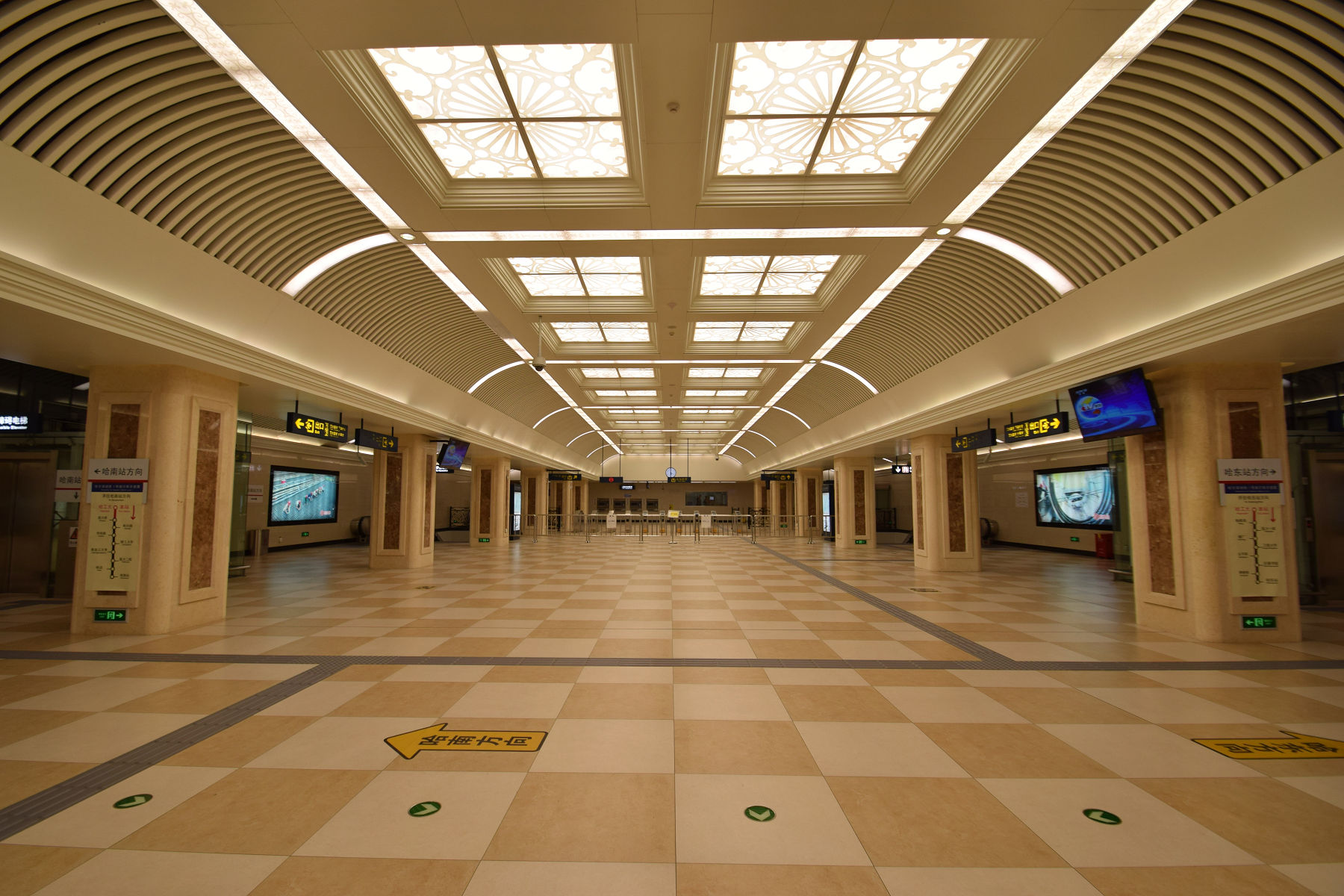
哈尔滨地铁1号线哈工大站

#### 通车路段
- 哈尔滨地铁1号线地下土建工程于2008年9月29日开工，并于2013年9月26日通车（其中博物馆站于2014年9月26日开通）[115]。城市中心段为东北-西南走向，全长17.48公里，设18座车站，一处车辆段，一处停车场。[116]
- 2017年1月26日，哈尔滨地铁3号线一期工程开通（医大二院站至城乡路站，哈尔滨大街站2017年6月16日开通，城乡路站暂缓开通）。
- 2019年4月10日，哈尔滨地铁1号线三期工程开通（既有地铁一号线向南延伸至新疆大街站，设5座车站，线路全长8.54km）。[117]
- 2021年9月19日，哈尔滨地铁2号线一期江北大学城站至气象台站开通，全长约28.7km，共设19座车站。[118][119]
- 2021年11月26日，哈尔滨地铁3号线二期工程东南半环体育公园站至太平桥站开通，全线19座车站，加上3号线一期，总数达到24座车站，一、二期已开通线路全长24.64公里。[120]
- 2023年9月29日，哈尔滨地铁3号线二期工程西北半环老道外段靖宇公园站、清真寺站、中华巴洛克街区站开通运营。[121]
- 2023年12月26日，哈尔滨地铁3号线北马路站开通运营。[122]
- 2024年11月26日，哈尔滨地铁3号线二期工程西北半环丁香公园站至兆麟公园站开通，地铁3号线全线开通运营。[123]

#### 规划路段
2016年4月18日，哈尔滨地铁集团官方网站发布《哈尔滨市城市轨道交通二期建设规划（2017~2022年）环境影响评价公示》，规划线路总长约85km，包括65座车站。全市早期曾远期规划九线一环10条线路，总长度340公里。除规划的九线一环之外还规划了至阿城区的轻轨地面线路，但随着2号线、3号线、4号线、5号线的详细规划出台并相继开工，与早期的规划已有巨大变化。此外哈尔滨市还在2015年和绿地集团签约修建6号线（群力新区-道外化工路，全长33km）和9号线（哈西客站-机场，全长28km），预定于2016年开工，但后期未有实质性提请环评及上报国家发改委审批等动作。

### 出租车
1903年，出租车出现在哈尔滨街头，使哈尔滨成为中国最早拥有出租车的城市。1920年代哈尔滨已经拥有多家出租车营运企业，形成了完整的营运体系。1930年代，客运量不断增加，小汽车陆续从国外引进。1934年，哈尔滨共有出租车486台。1940年代经营惨淡，数量骤减。目前，哈尔滨市共拥有出租车1.3万辆，出租车营运企业92家，起步价8元，3公里，超过3公里后每500米1元，另收1元燃油附加费（2012年5月1日起燃油附加费增至2元，后又调整为1元），行驶单程超过12公里以上每公里调整为2.85元。主要车型有捷达、桑塔纳等。2022年后新增出租车以新能源车为主。

## 教育

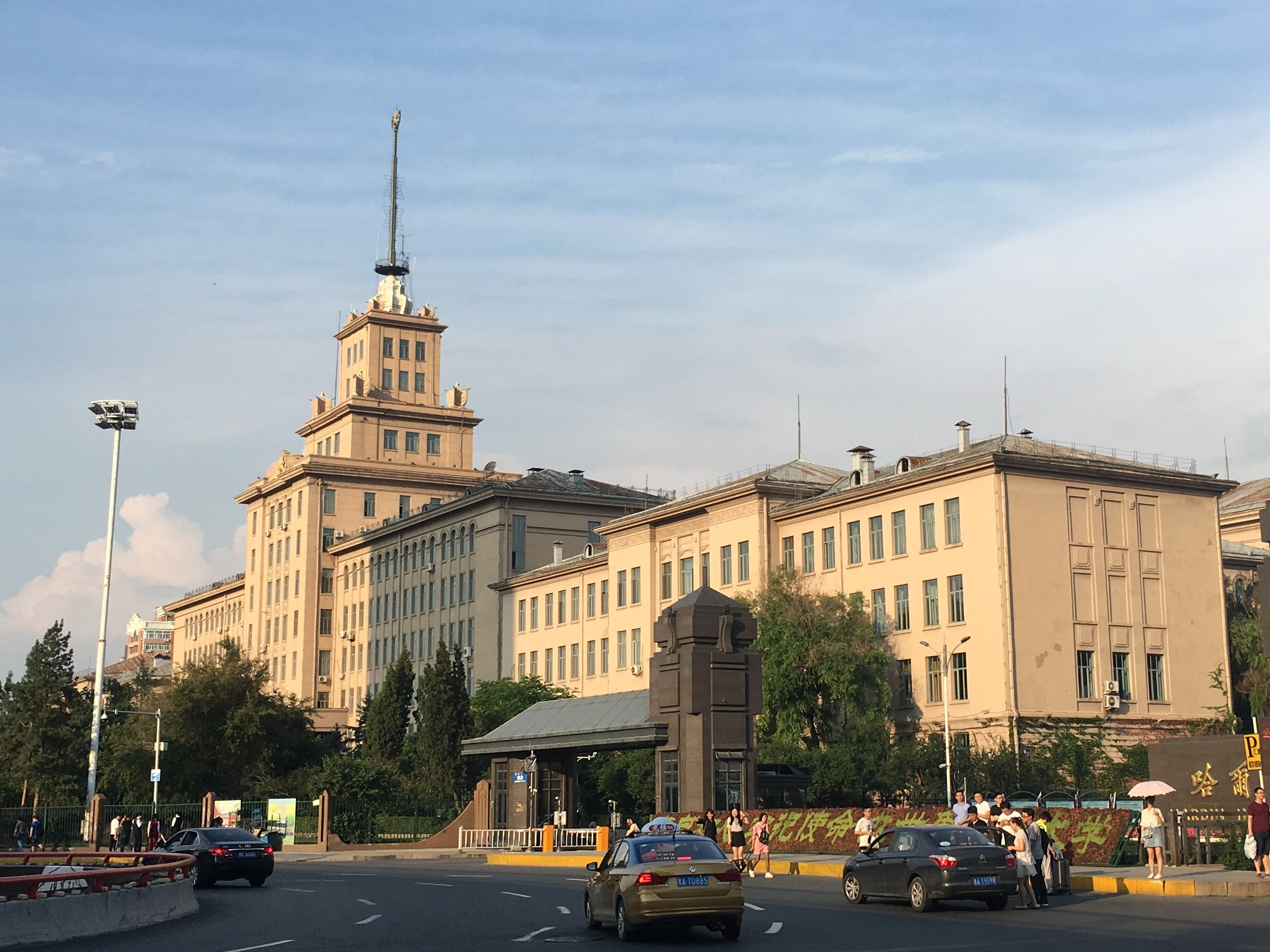
哈尔滨工业大学主楼

### 概况
哈尔滨市各级各类学校共有3930所，其中，小学2244所，初中478所，普通高中141所，幼儿园938所，工读学校1所，职业高中39所，市属中专学校10所，市属技工学校34所，成人中专26所。

### 基础教育
哈尔滨市小学生辍学率城区始终低于0.5%，农村低于1%；初中生辍学率城区始终低于2%，农村低于3%。残疾儿童入学率不低于95%。
哈尔滨市小学适龄学生均按户籍所在地就近入学，部分中學进行面向全市的小升中择校考试，考试由招生学校自主出题，部分学校采取对口学校免试就近入学的方式招生。

### 高中教育
哈尔滨市普通高中学生会考通过率在全省各地市处于首位。全市共有普通高中141所，其中黑龙江省重点高中八所，哈尔滨市重点高中十一所。

### 高等教育
哈尔滨市共有普通本科院校十七所，其中哈尔滨工业大学为首批九所国家985工程重点院校之一，国家重点建设9所大学（C9联盟）之一；东北林业大学为黑龙江省唯一的教育部直属院校；哈尔滨工业大学、东北林业大学、哈尔滨工程大学和东北农业大学为国家211工程重点院校，哈尔滨理工大学、黑龙江大学、哈尔滨医科大学和哈尔滨商业大学等为国家中西部高校基础能力建设工程（小211工程）重点院校，哈尔滨师范大学、黑龙江中医药大学等为省属重点院校，黑龙江东方学院是中国首批9所民办普通本科高校之一。

## 科技

### 国家认定企业技术中心
- 哈尔滨飞机工业集团有限责任公司
- 哈尔滨轴承集团有限公司
- 哈尔滨电气集团有限公司
- 东北轻合金有限责任公司
- 中国航发哈尔滨东安发动机有限公司
- 哈尔滨东安汽车发动机制造有限公司
- 哈尔滨博实自动化股份有限公司
- 黑龙江澳利达奈德制药有限公司
- 哈尔滨维科生物技术有限公司
- 哈尔滨三联药业股份有限公司
- 安天科技集团股份有限公司
- 黑龙江瑞兴科技股份有限公司
- 哈尔滨新光光电科技股份有限公司
- 中国航发哈尔滨轴承有限公司
- 中国机械总院集团哈尔滨焊接研究所有限公司
- 哈尔滨东安实业发展有限公司[133]

### 国家工程技术研究中心
- 国家大豆工程技术研究中心：依托单位是东北农业大学。
- 国家乳业工程技术研究中心：依托单位是东北农业大学。
- 国家树脂基复合材料工程技术研究中心：依托单位是国家建筑材料工业局哈尔滨玻璃钢研究所。
- 国家水力发电设备工程技术研究中心：依托单位是哈尔滨电机厂有限责任公司。
- 国家动物用生物制品工程技术研究中心：依托单位是中国农业科学院哈尔滨兽医研究所。
- 城市水资源开发利用（北方）国家工程研究中心：依托单位是哈尔滨工业大学。
- 中科院软件研究所哈尔滨分部与基础软件国家工程研究中心哈尔滨分中心。

### 国家重点实验室
- 兽医生物技术国家重点实验室：生命学科，由农业部主管，依托中国农业科学院哈尔滨兽医研究所。
- 林木遗传育种国家重点实验室：依托东北林业大学
- 现代焊接生产技术国家重点实验室：工程学科，由国防科学技术工业委员会主管，依托哈尔滨工业大学。
- 城市水资源与水环境国家重点实验室：工程学科，由国防科学技术工业委员会主管，依托哈尔滨工业大学。
- 先进机器人及系统国家重点实验室：工程学科，由国防科学技术工业委员会主管，依托哈尔滨工业大学。
- 国家乳品科学重点实验室，依托东北农业大学。
- 国家级季节冻土区重点实验室，依托黑龙江省交通科学研究所。
- 水力发电设备国家重点实验室，依托哈尔滨大电机研究所

### 国防科技重点实验室
- 精密热加工国防科技重点实验室：由国防科学技术工业委员会主管，依托哈尔滨工业大学。
- 可调谐（气体）激光国防科技重点实验室:由国防科学技术工业委员会主管，依托哈尔滨工业大学。
- 特种环境复合材料技术国防科技重点实验室:由国防科学技术工业委员会主管，依托哈尔滨工业大学。
- 空间环境材料行为及评价技术国防科技重点实验室：由国防科学技术工业委员会主管，依托哈尔滨工业大学。
- 微小型航天器技术：由国防科学技术工业委员会主管，依托哈尔滨工业大学。
- 宇航空间机构及控制技术：由国防科学技术工业委员会主管，依托哈尔滨工业大学。
- 卫星激光通信技术：由国防科学技术工业委员会主管，依托哈尔滨工业大学。
- 深空探测着陆与返回控制技术：由国防科学技术工业委员会主管，依托哈尔滨工业大学。
- 水声技术国防科技重点实验室：由国防科学技术工业委员会主管，依托哈尔滨工程大学。
- 军用水下机器人技术国防科技重点实验室：由国防科学技术工业委员会主管，依托哈尔滨工程大学。

## 文化
哈尔滨的地方文化以汉文化为基础，融合了滿洲文化及俄罗斯文化、犹太文化。尤其体现在城市建设，市民的文化生活和饮食方面，以至哈尔滨的地方方言中仍存有俄文、满文词汇。由于城市文化较早的国际化和多元化，以及优美的自然景观，给哈尔滨赋予了浪漫的文化色彩。哈尔滨人注重穿着，讲究时尚。

### 饮食
哈尔滨以多元化的饮食料理而闻名。哈尔滨美食以欧洲风味的菜肴和中国北方风味菜为代表，有较重的酱油调料风味，煎炸炖居多。

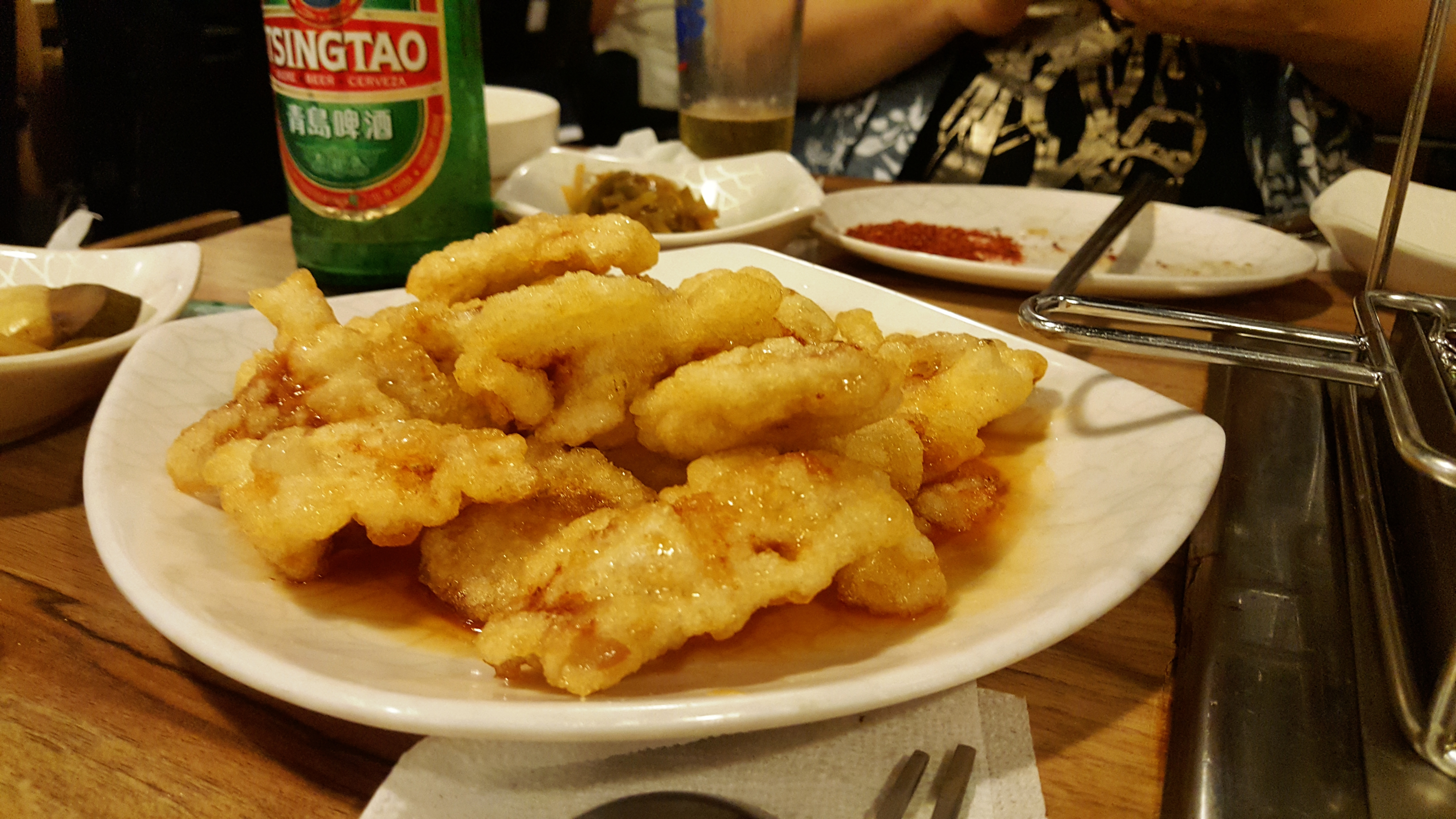
锅包肉

锅包肉是东北菜系中最著名的菜肴，是以猪肉为主料，酸甜口味的一道料理。该菜肴20世纪初起源于哈尔滨的滨江道台府。此菜是精选猪里脊肉切片腌入味，裹上马铃薯淀粉糊炸浆下锅炸至金黄、酥脆后捞起，并佐以糖浆、米醋、生姜、大蒜所制成的酱汁，再下锅拌炒勾芡即成。成菜色泽金黄，外酥里嫩。哈尔滨的锅包肉和中国其他地区的改良做法有所差异，如辽宁做法即使用番茄酱和橙汁制作酱汁，而哈尔滨传统做法的风格是白醋、生姜口味为主，具有明显的金黄色，口感酥脆。此菜最初的味道是咸鲜口味，为了招徕外国宾客，滨江道台府的首席厨师郑兴文将这道菜改造为酸甜口味，最初命名为“锅爆肉”，因外国人汉语发音问题，被传为“锅包肉”。
得莫利炖活鱼是哈尔滨名菜，发源于哈尔滨至佳木斯公路上的一个名为得莫利的小村庄，因过往司机的口口相传而声名日隆。目前，该村已经被辟为哈同高速得莫利服务区。小鸡炖蘑菇、猪肉炖粉条、汆白肉、东北酱骨等也是哈尔滨流行的家常菜肴。
由于历史上受大量俄罗斯移民的影响，哈尔滨菜还包含俄罗斯风味的菜肴。在哈尔滨，特别是沿中央大街两旁，有数家地道的俄罗斯风格的西餐厅。

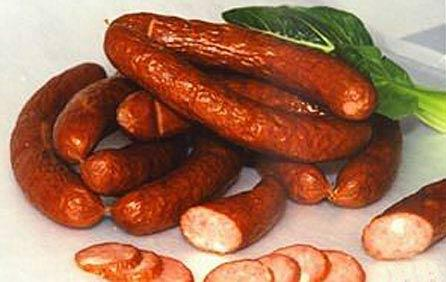
哈尔滨红肠

哈尔滨红肠是哈尔滨著名特产。哈红肠以烟熏风味为主，类似于立陶宛和德国香肠，相比其他种类的中式香肠，具有浓郁的欧洲风味。1900年，俄罗斯商人伊万·雅科夫列维奇·秋林在哈尔滨创立了秋林洋行，销售进口的衣服，皮靴，罐头食品，伏特加等，并开始在中国东北各地拓展销售网络。随着哈尔滨商业、贸易的日渐兴起，欧洲人通过西伯利亚大铁路和中东铁路大量涌入，增加了欧洲风味食品的需求量。1909年，秋林灌肠庄成立，并使用立陶宛技师的技术生产欧式风味香肠。这种香肠原名“里道斯”（俄语“Литовский”，即“立陶宛的”的音译），因为色泽泛红，被市民称作“红肠”。自此红肠成为哈尔滨的知名特产。1964年，当时的黑龙江食品公司废止了此前一直沿用的10种主要欧式产品的音译名称。目前，哈尔滨受到市民喜爱的红肠品牌有秋林（里道斯）、哈肉联、商委等。同时，风干香肠也是哈尔滨特产之一。除此之外还有茶肠（茶依那）、松江肠（依大连斯）、哈尔滨肠（格拉布斯）、环形肠（乌克兰斯）、火腿（老巴克）等种类。
大列巴指的是原由秋林百货公司生产的俄罗斯风格的圆形大面包，也泛指所有的俄罗斯面包。“大列巴”的称法源自俄语单词“Хлеб”（面包）的音译。大列巴几乎比现在家庭用的蒸锅还大，这一由俄国面包师引入中国的舶来品，已在哈尔滨行销近百年。在中国，只有哈尔滨有正宗的烘烤俄罗斯面包的传统面点师和设施，因而大列巴也成为哈尔滨特色食品。按俄罗斯的传统农村习俗，每个村庄一般只有一个面包炉，各个家庭到这个面包炉定期烤一批面包，平时只在家中吃储存的面包，因此面包制作的非常大，吃时切下一片。由于历史悠久，发展出制作大面包的传统技术。和中国市面上常见的柔软、蓬松的亚洲口味面包不同，大列巴口味微酸，较硬，适宜储存，佐以欧式香肠，别有一番风味。

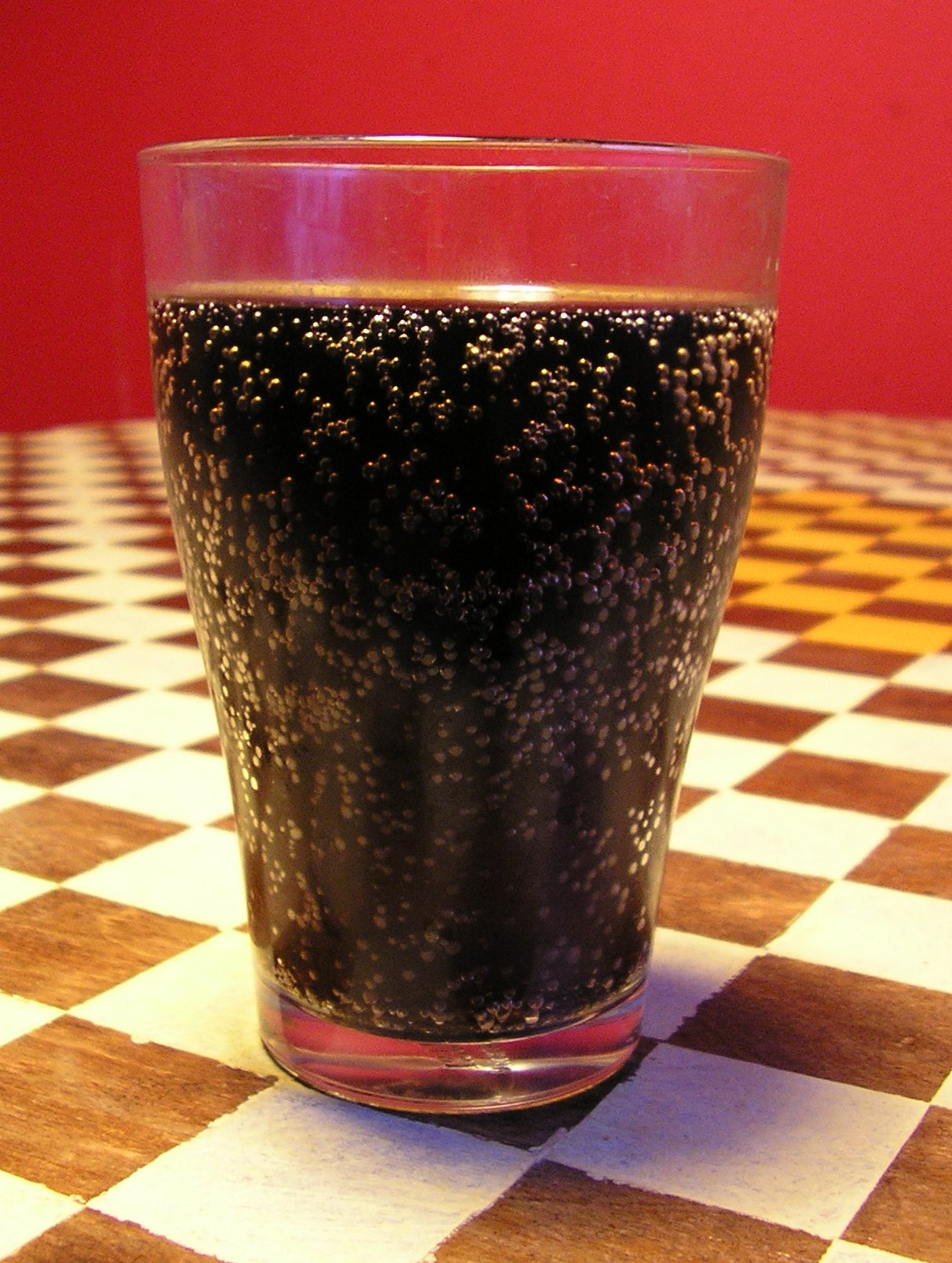
格瓦斯

格瓦斯，一种源自俄罗斯的黑面包口味发酵饮料，也风行于哈尔滨。该饮料虽为发酵品，但口味酸甜，酒精含量低，通常最多1.2%甚至无酒精。该饮料亦在19世纪末由俄国移民传入哈尔滨并在市民中流行开来，近年，随着秋林、娃哈哈等饮料厂家的市场推广，格瓦斯逐渐被推广到全国各地。

### 音乐

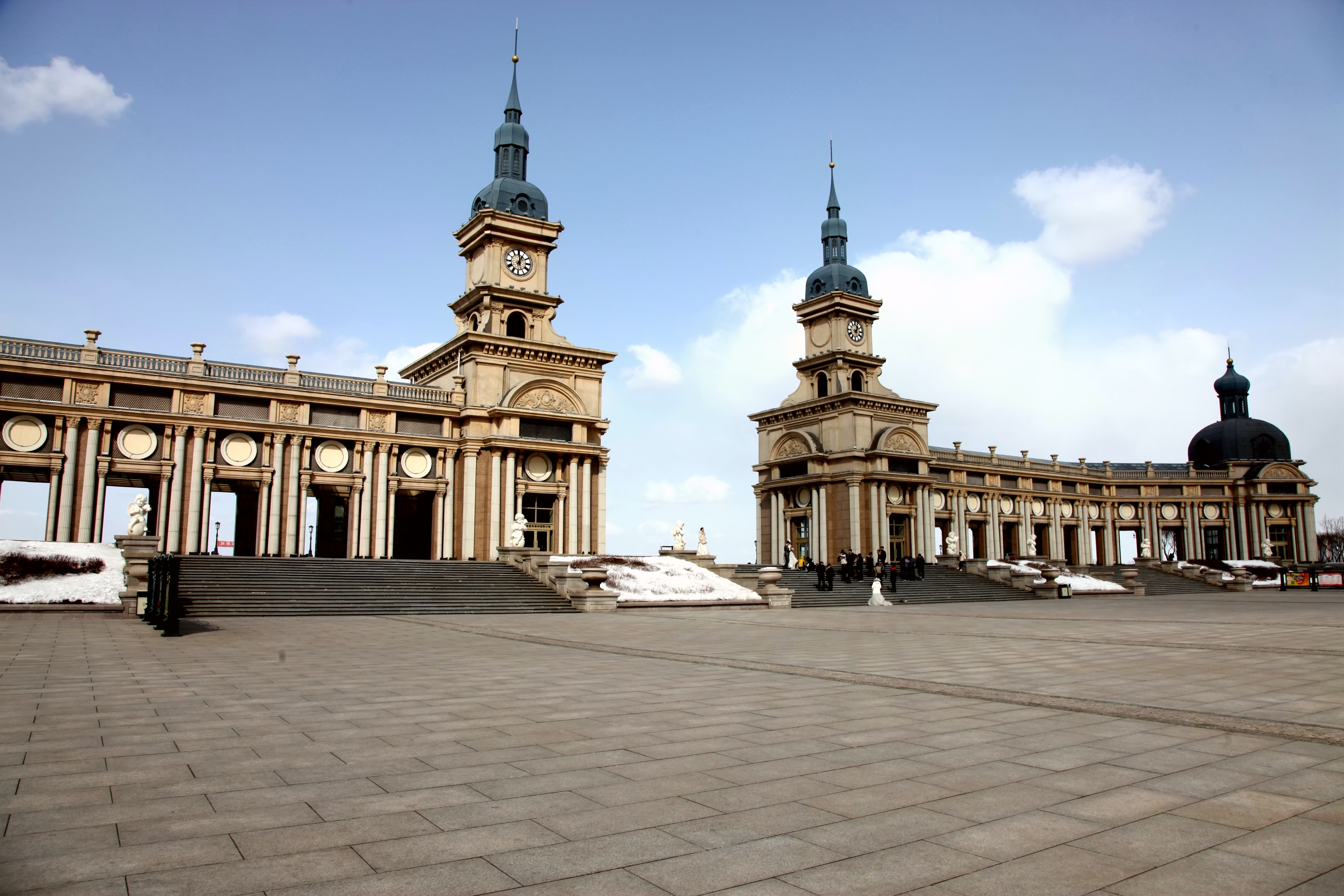
哈尔滨音乐公园

哈尔滨是欧洲古典音乐最早传到中国的城市之一。1908年4月成立的哈尔滨交响乐团是中国第一支交响乐团。1921年5月成立的哈尔滨第一音乐学校是中国第一所专业化音乐院校。
创立于1961年的哈尔滨之夏音乐会迄今已举办了32届，为全国三大音乐会之一。哈尔滨之夏音乐会每两年一届，在偶数年的8月间举行，与上海之春国际音乐节、广州羊城音乐花会并称为中国三大音乐节。哈尔滨之夏音乐会曾创下最多架钢琴齐奏的吉尼斯世界纪录，2006年8月6日，1,001架钢琴在哈尔滨防洪纪念塔广场用钢琴齐奏的方式弹奏了《凯旋进行曲》、《军队进行曲》、《拉德斯基进行曲》、《太阳岛上》四首曲子。此次音乐会超过了之前被德国音乐家保持的600台钢琴齐奏的世界纪录。2013年中国·哈尔滨之夏音乐会晋升为亚洲艺术节联盟执委会成员。
哈尔滨交响乐团是中国最早成立的交响乐团，前身为“哈尔滨中东铁路管理局交响乐团”，上世纪20-30年代一度被誉为远东第一交响乐团。受历史影响，相对国内其它交响乐团而言，哈尔滨交响乐团与俄罗斯指挥家、艺术家合作较多。2008年，哈尔滨交响乐团为庆祝百年华诞，赴北京国家大剧院举行了《第一届中国交响乐之春暨哈尔滨交响乐团百年庆典交响音乐会》，并举办了哈尔滨交响乐百年历史回顾展和哈尔滨交响乐团百年历史回顾讲座。哈尔滨交响乐团成立以来吸纳培养的音乐家包括原中央乐团首席许述惠、范圣宽、副首席杨牧云，上海工部局交响乐团指挥斯卢茨基都、原柏林爱乐乐团首席赫尔穆特·斯特恩、日本HNK交响乐团指挥约瑟夫·克尼希、大阪交响乐团指挥梅特勒等。
2010年6月22日，中国哈尔滨被联合国教科文组织授予“音乐之都”称号，及全球创意城市网络“音乐之城”，但目前在联合国教科文组织的创意城市网络官网上已无法找到哈尔滨的名字。
2016年哈尔滨音乐学院成立。勋菲尔德国际弦乐比赛从2014年起在哈尔滨举办，并于2018年落户哈尔滨。2018年，哈尔滨市政府与哈尔滨音乐学院共同开始举办哈尔滨音乐比赛（IMCH）。

### 冬季娱乐

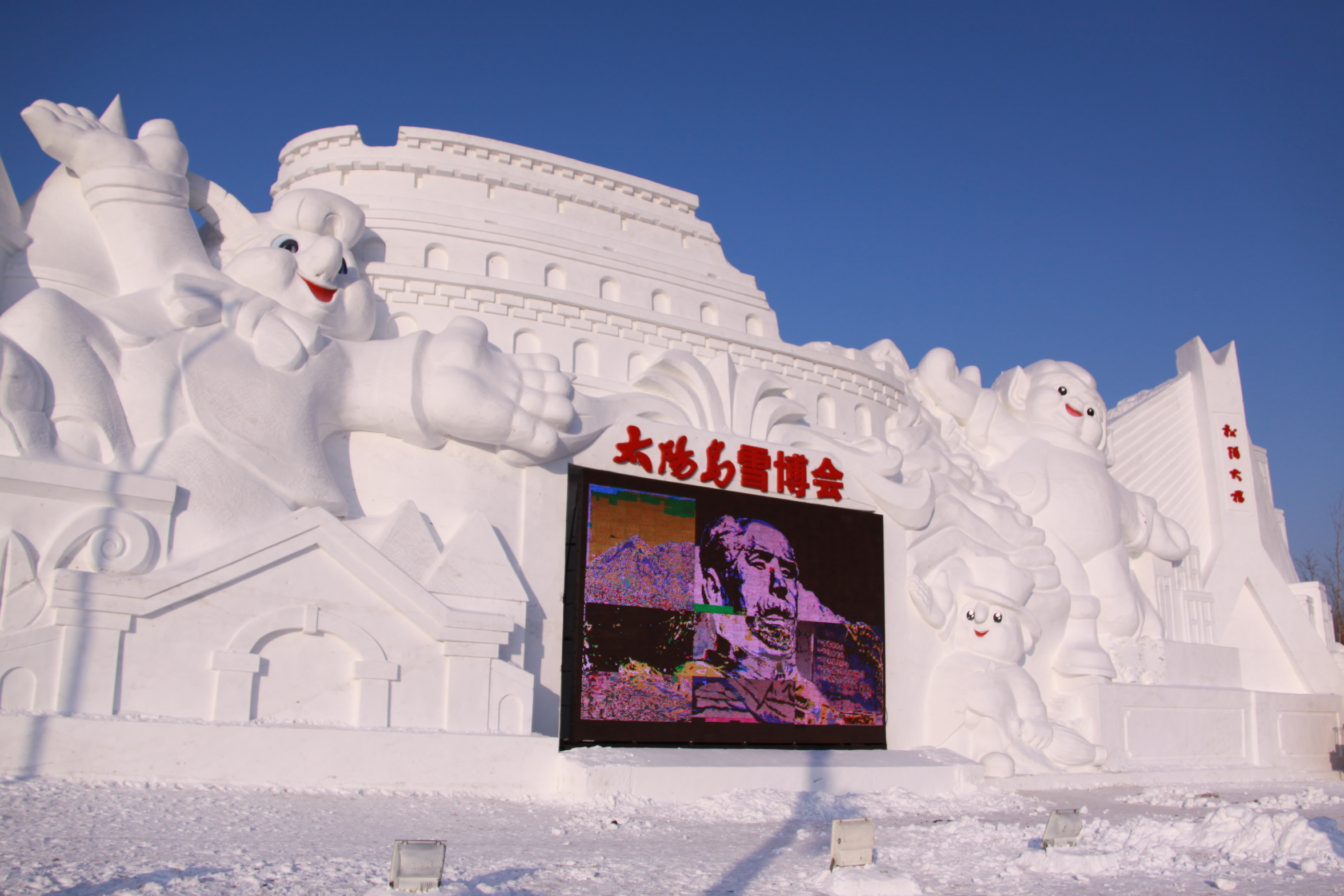
2011年太阳岛雪博会

哈尔滨位于东北平原北部，是中国最北的特大城市。受北半球最强的西伯利亚冷高压影响，1月最低气温可达-35℃以下，并因此得名“冰城”。每年12月至次年3月，哈尔滨市都会建造形态各异的冰雕、雪雕装点全市各主要街路、景点。
哈尔滨市冰雕的历史可以追溯到1963年起在兆麟公园举办的冰灯游园会。1985年起，哈尔滨市在每年1月5日起举办中国哈尔滨国际冰雪节。冰雪节期间，举行大型的冰灯游园会、冰雪大世界、雪博会等冰雪活动。主要的展区分布在太阳岛以及冰雪大世界。冰雕取材于松花江中的大型冰块，最大的作品可达数十米高。冰雪大世界每年需从江中取冰超过120,000立方米。哈尔滨市民也利用气候条件，自发组织各种冬季娱乐项目，如冬泳、雪橇、滑冰等。特别是在寒冷的松花江冰面上凿出的方池中游泳，被称为“勇敢者的运动”，随着冬泳影响力的扩大，吸引了国内外各地的爱好者前来参与。

### 媒体

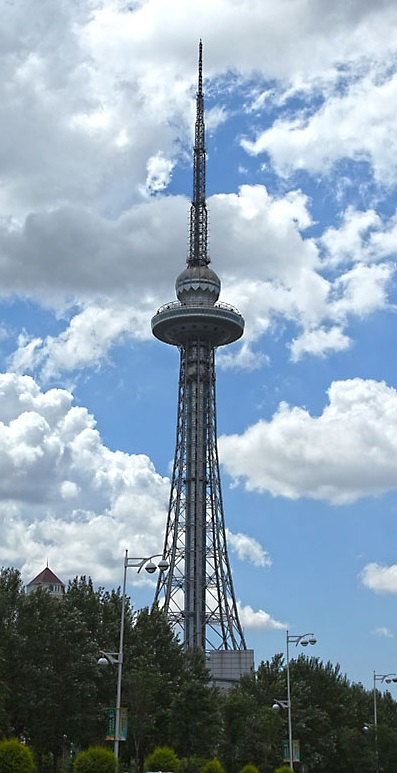
336m高度的亚洲第一高钢塔龙塔，目前为黑龙江电视台和龙广的总部所在地

位于哈尔滨的黑龙江电视台成立于1958年12月20日，是中国大陆最早成立的三家电视台之一，目前节目覆盖整个中国大陆地区及亚太50多个国家和地区。哈尔滨电视台也是中国大陆成立较早的城市电视台。
哈尔滨报刊零售市场上以《新晚报》、《都市资讯报》、《生活报》和《黑龙江晨报》四种都市类日报为主。杂志社较多，其中《格言》、《当代歌坛》、《当代体育》等已是整个中国大陆地区知名杂志，具有广泛影响力。

### 节庆盛事
- 中国哈尔滨国际冰雪节
- 中国-俄罗斯博览会
- 哈尔滨之夏音乐会
- 哈尔滨国际啤酒节
- 哈尔滨冬装节

## 宗教
哈尔滨的宗教活动在中东铁路修筑前，以佛教和道教为主。1896年8月，俄国东正教在香坊修建了哈尔滨的第一座教堂——尼古拉教堂。到1937年，哈尔滨有各种宗教建筑121所，其中基督教30所，道教21所，佛教20所，东正教19所，道德会、红十字会11所、日本神道教7所，天主教5所，伊斯兰教5所，犹太教2所，文庙1所。中华人民共和国成立后，宗教活动逐渐衰落。1980年以后，宗教活动得到恢复发展，目前有20多处宗教活动场所。

### 佛教
- 极乐寺：南岗东大直街1号，1924年建成，全国重点寺庙和省重点文物保护单位。
- 普照寺：极乐寺塔院东侧，1986年建成。
- 华严寺：比乐街27号，1922年兴建，1937年6月6日建成，市级一类保护建筑。

### 伊斯兰教

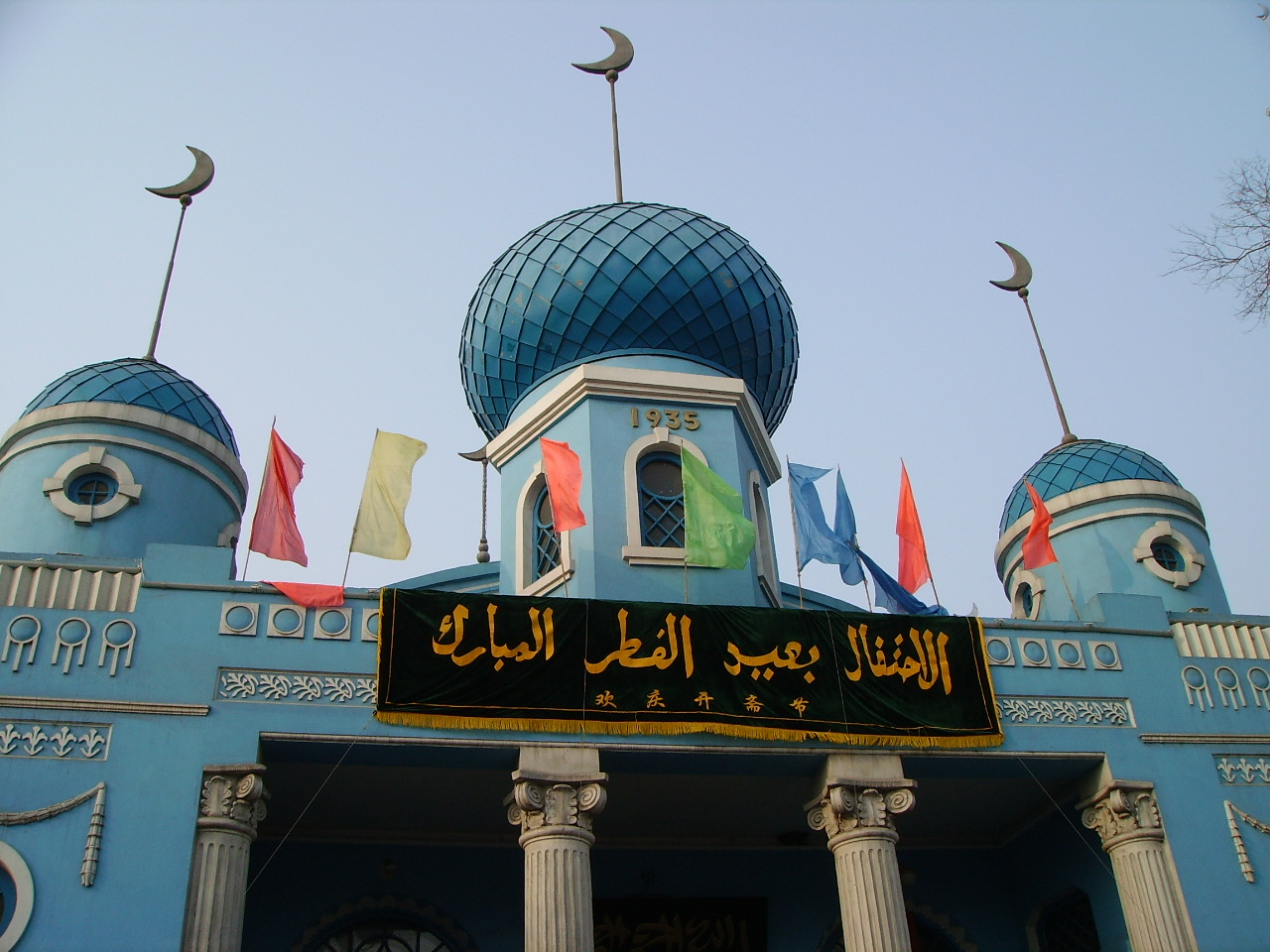
道外清真寺

- 道外清真寺（清真东寺）：道外区南十二—十四道街，始建于1897年，1935年重建，市级一类保护建筑。
- 清真西寺：道外区清真寺街24号，东向，2010年前后重建，现仍为宗教用途。
- 太平清真寺：道外区延平头道街，建成于1939年，1989年6月重建。
- 香坊清真寺：香坊区嵩山路副4号。
- 平房清真寺：平房区平新镇三家子。
- 鞑靼清真寺：道里区通江街78号，始建于1901年，1922年重建，市级一类保护建筑，第五批黑龙江省文物保护单位。
- 呼兰清真寺：呼兰区兰河大街，始建于清嘉庆十五年（1810年）。
- 阿城清真寺：阿城区礼福胡同28号，旧称阿城礼拜寺。始建于清乾隆四十二年（1777年），光绪十六年（1890年）于旧址重建，光绪二十六年（1900年）竣工。省级重点文物保护单位。

### 新教

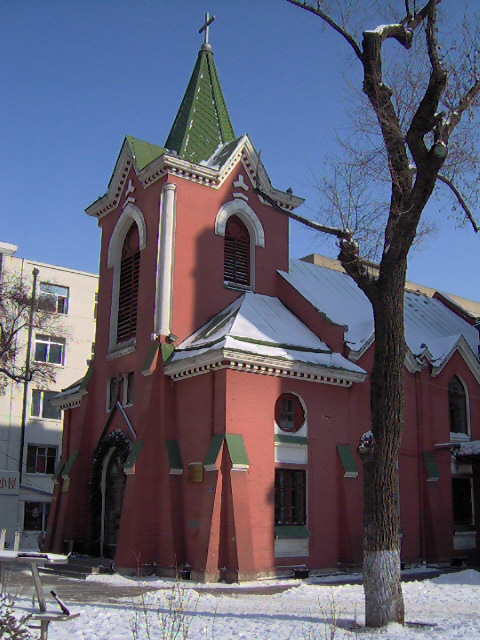
大直街路德会教堂

和中国其他大部分城市一样，哈尔滨信奉佛教的人数最多，但基督教的人数上升最快。
- 哈利路亚教堂：香坊区油坊街，新建，是黑龙江省最大的教堂。
- 南岗教堂：南岗区东大直街，原来是德国侨民的大直街德国路德会教堂，建于1916年，市级一类保护建筑。
- 道里教堂：新阳路110号，原基督复临安息日会俄侨礼拜堂，建于1924年，市级三类保护建筑。
- 道外教堂：道外北六道街，原浸信会教堂，建于1936年。

### 天主教
- 东大直街耶稣圣心主教座堂：南岗区东大直街211号，原波兰天主堂，2004年重建，塔尖高51.6米。
- 士课街圣母无染原罪堂：南岗区士课街211号，原来是东正教圣阿列克谢耶夫教堂，1930－1935年重建。市级一类保护建筑。
- 圣若瑟堂：道外区江畔路98号（原南勋六道街道外天主堂，现为幼儿园）。
- 呼兰天主教堂：呼兰区东府路，建于20世纪初，1999年，被黑龙江省人民政府列为第四批黑龙江省文物保护单位。

### 东正教
1930年代，哈尔滨曾有25座东正教堂。1950年代俄侨大批离境后大部分被关闭。文革期间，位于喇嘛台广场中央的哈尔滨圣·尼古拉教堂和松花江边的哈尔滨圣母领报教堂等被毁。
现在残存的东正教堂建筑还有大约十座。但至今只有一处恢复了东正教宗教活动，士课街圣阿列克谢耶夫教堂改为天主教堂，圣·索菲亚教堂则改为建筑博物馆。

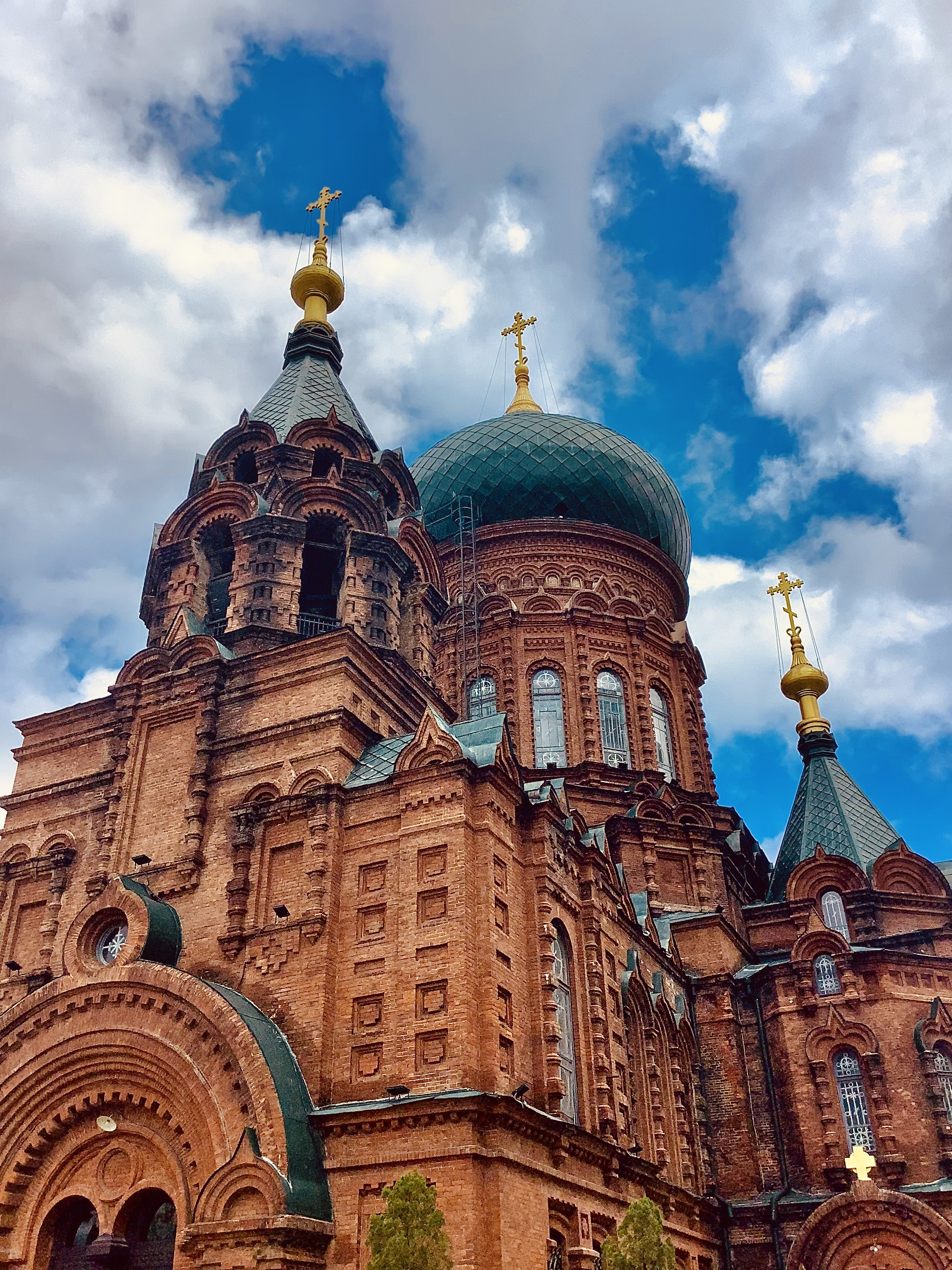
圣·索菲亚教堂

- 圣·索菲亚教堂：典型的拜占庭式东正教堂，是在中国境内规模最大的一座东正教堂。1997年修复，现为建筑博物馆。
- 圣·尼古拉教堂：文革期间被毁。
- 哈尔滨圣母领报教堂：文革期间被毁。
- 哈尔滨圣母守护教堂（圣母帡幪教堂）：位于东大直街，1930年12月14日建成，拜占庭式样的中型教堂。1984年10月14日重新开放。
- 圣·伊维尔教堂：位于道里区，1908年建，市级II类保护建筑。经哈尔滨站北广场改造工程，原隐藏在工厂胡同中的伊维尔教堂重现于市。
- 哈尔滨圣母安息教堂：南岗东大直街，1908年建，今哈尔滨文化公园入口展厅，市级一类保护建筑。

### 犹太教
- 犹太总教堂：道里通江街，1907年建成，1931年重建，今车辆厂招待所，市级二类保护建筑。
- 犹太新教堂：道里经纬街88号，1918年建，现为犹太新教堂博物馆。
- 犹太教会学校：道里区上游街169号，市一类保护建筑。建于1910年，最初为中东铁路职员竞技会馆，现为哈尔滨市教育局。被称做"玫瑰学校"。

## 建筑

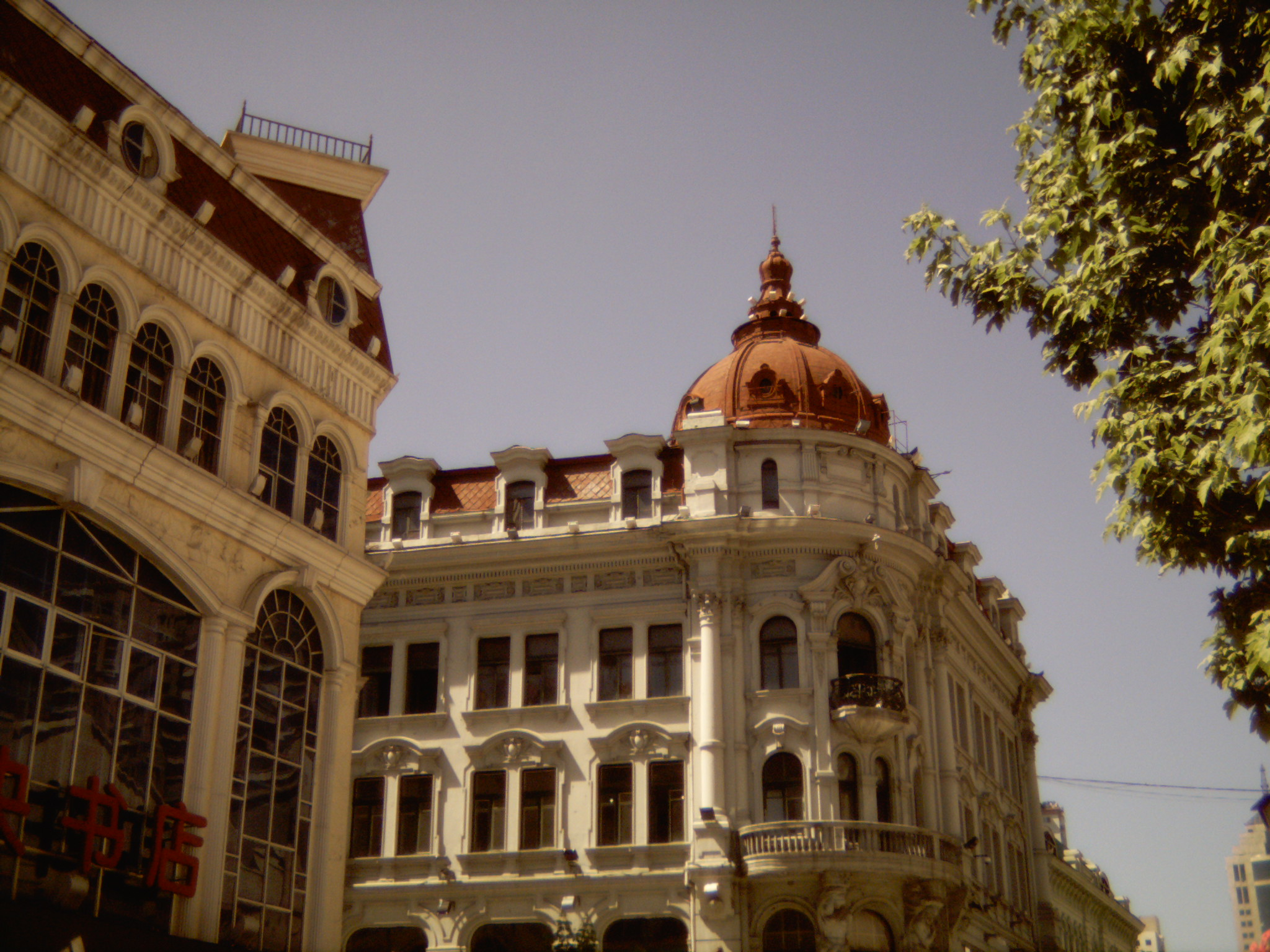
哈尔滨街头的欧式建筑

哈尔滨的城市建筑在中国各大城市中尤其别具风韵，被誉为“东方小巴黎”、“东方莫斯科”，其独特的深受俄罗斯和欧洲风格影响的建筑及街市景观闻名遐迩。不仅有林林总总的欧式建筑，也有十分传统的中国古典建筑，改革开放以来，又兴建了若干现代建筑，使这个城市呈现出中西合壁的建筑风格。
20世纪初期哈尔滨建城之始，大批满足现代城市功能要求的新建筑体系迅速分布于各主要街区，包括公共建筑、宗教建筑、民居建筑、工业建筑等。在这些用途不一，形态各异的建筑中，涌现出新艺术运动、仿古典主义、文艺复兴式、中世纪寨堡式、仿巴洛克式、装饰艺术运动、折衷主义等风格流派以及拜占庭式、哥特式、俄罗斯式、犹太式、日本式、美国式、中国传统式、前苏联社会主义民族式等典型样式，还出现了哈尔滨所独有的中华巴洛克式建筑。目前，分布在全哈尔滨市的有415栋历史建筑和22处历史文化街区。

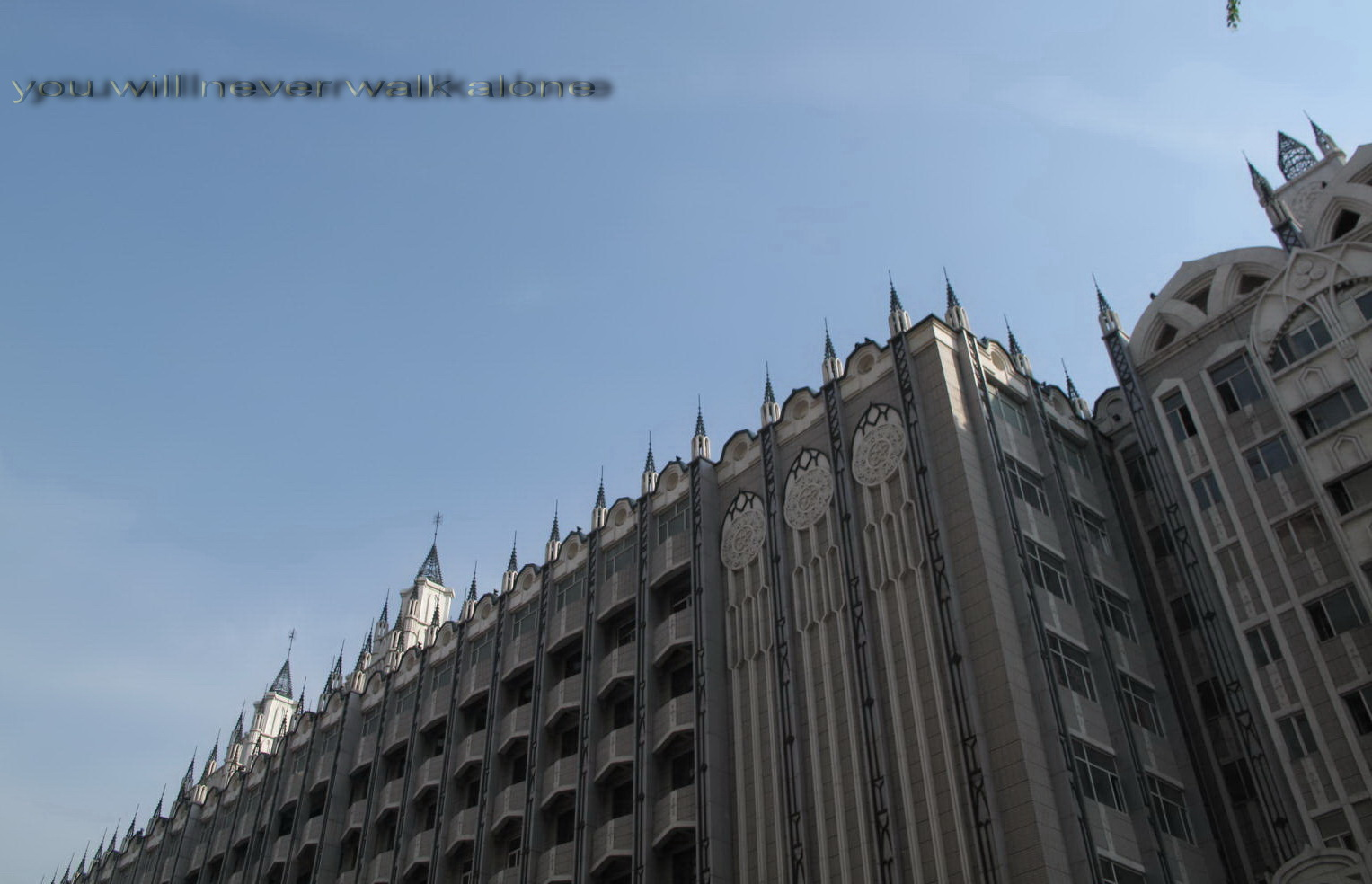
果戈理大街

### 中央大街
中央大街作为哈尔滨主要的商业街之一，是其二十世纪早期繁忙的国际商务活动的完美遗存。这条全长1.45公里的街道是亚洲最长的步行街，并被辟为欧洲建筑风格博物馆，包括文艺复兴、巴洛克、折衷主义、新艺术运动等各式四大流派建筑。
中央大街始建于1898年。中东铁路工程局将沿江附近地段拨给散居于哈尔滨的中国人，故该地被称作“中国大街”，意为中国人居住的大街。该街全长1450米，宽21.34米，其中人行方石路宽10.8米，历时三年修成。整条街大约铺有87万块面包石。1928年7月正式改称“中央大街”并沿袭至今。1996年8月，哈尔滨市政府启动中央大街改造工程，并于1997年6月1日正式开放，成为中国大陆第一条商业步行街。

### 中华巴洛克
20世纪20年代，道外区是哈尔滨中国居民集居地，中华巴洛克建筑也主要位于道外区。这种建筑外观以巴洛克建筑风格为主体，融入中国传统四合院的设计思想。建筑多为两层或多层，就形成了“双层四合院”，即老哈尔滨人所说的“圈楼”。“圈楼”里设有天桥、天井和回廊，院落外墙高，单面坡，以表达中国民居民俗中“肥水不流外人田”之意。在建筑立面装饰上，主体按巴洛克风格，但装饰和雕花的纹样多取材于中国传统图案，如蝙蝠、牡丹、如意和铜钱等中国民间文化元素，以表达福、禄、吉祥之意。
哈尔滨市于2007年6月正式启动中华巴洛克保护更新工程，遵循「以保为主，修旧如初，保用结合，合理更新」的原则，对道外区南四道街84号
大院和南二道街、靖宇街、南三道街、南勋街围合区域内的共25个院落进行保护更新。保护区占地面积2.6万平方米，规划建筑面积3.11万平方米、保护更新建筑65栋。其中，保留修缮32栋，保留沿街立面复建十二栋，拆除建筑原样修复十栋，新建建筑十一栋。

### 宗教建筑
哈尔滨曾经有过大大小小共約五十余座教堂，包括新教，东正教，犹太教，伊斯兰教等各种主流宗教以及寺庙，道观等本土宗教建筑，是东北地区教堂最多的城市。但后来受到文化大革命和大规模城市建设的破坏。其中世界上最大的木结构东正教堂，南岗喇嘛台广场（现为红博广场）中央的哈尔滨圣·尼古拉教堂于1966年8月23日被红卫兵拆毁。1980年代以后经过逐步修缮，颇具规模和代表性的宗教建筑现存20余座，其中2座列入全国重点文物保护单位，12座列入市级历史建筑。
圣索菲亚教堂是哈尔滨宗教建筑的经典代表，始建于1907年3月，是俄罗斯帝国东西伯利亚第四步兵师修建的随军教堂。同年，重修为全木结构。1911年，教堂第一次扩建，在木墙外部砌一层砖墙，从而形成砖木结构。1923年9月23日开始第二次扩建，历时九年时间，于1932年11月25日最终建成。1958年，教堂关闭，文革期间遭部分破坏，并曾长期作为哈尔滨第一百货公司的仓库。1997年修复后成为哈尔滨建筑艺术馆，用以展示哈尔滨的受多种文化影响的建筑艺术。并列为全国重点文物保护单位。2006年又对教堂周边的区域进行大规模改造扩建，对教堂增加了夜间照明装置，改造于同年12月完成，使其成为市民休闲场地。

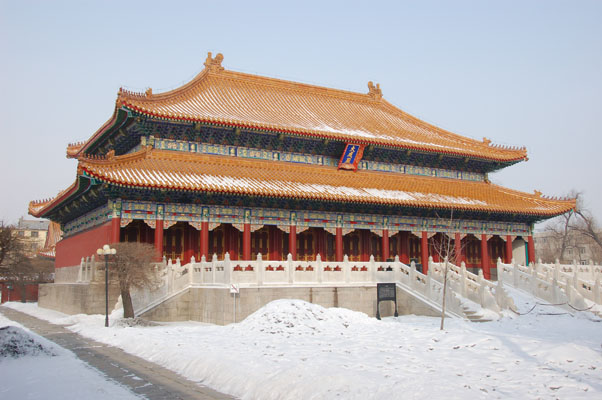
哈尔滨文庙

众多的教堂使市民觉得西方色彩过于浓重，于是，市民在1921年捐款筹建了一所寺院——极乐寺。从而使这座欧洲风格的城市又凭添了些传统的影子。加上文庙等中式建筑，使哈尔滨的建筑风格更加丰富多采。

### 犹太建筑

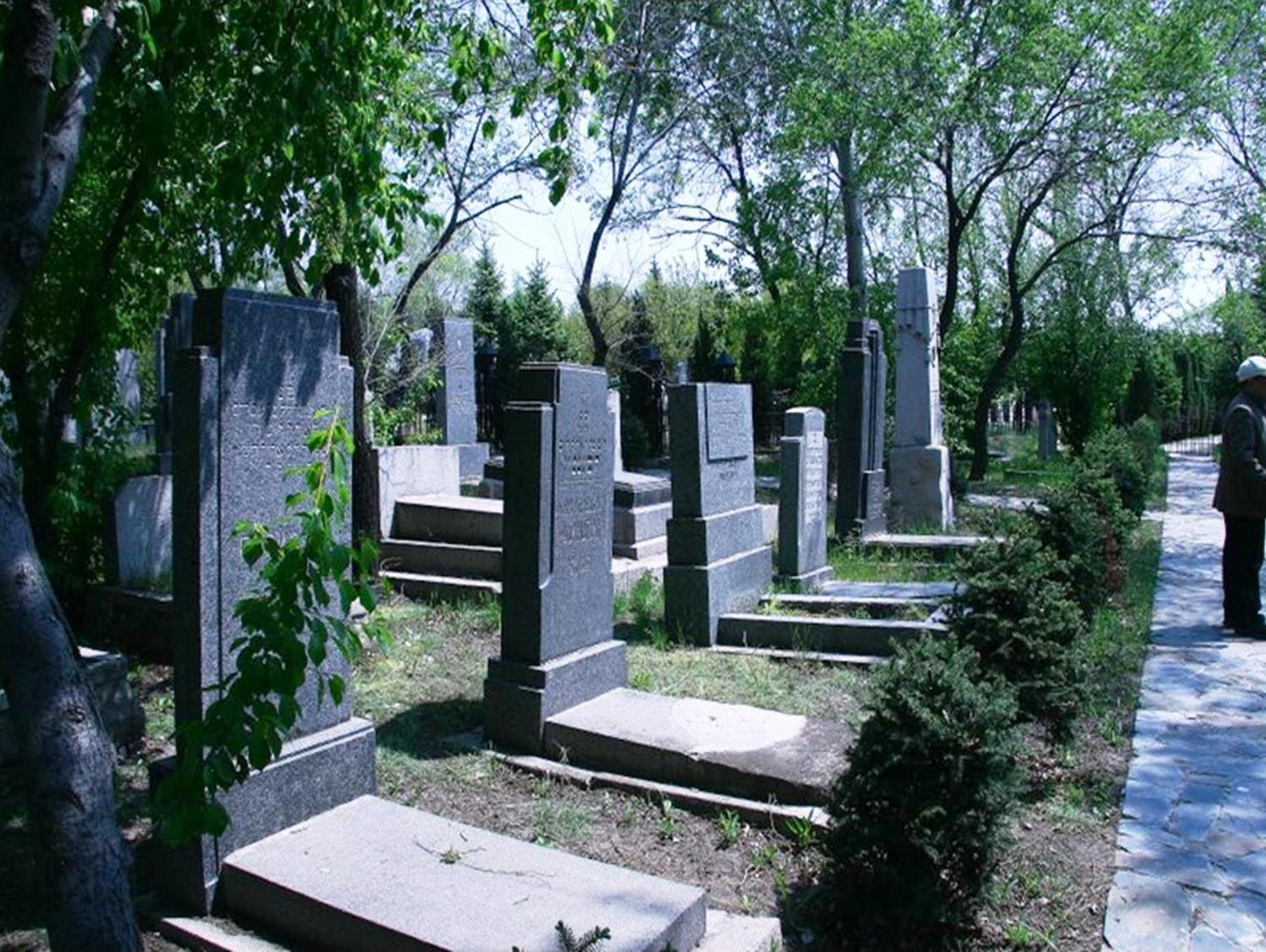
哈尔滨皇山犹太公墓

哈尔滨曾是近现代东亚地区最大的犹太人生活聚居中心和宗教精神中心，19世纪末到第二次世界大战结束，流亡到哈尔滨的东欧和俄国犹太人最高达2.5万人。目前，哈尔滨保有几十处犹太文化遗存，包括犹太人建造使用过的教堂、学校、银行、医院、旅店、商店、工厂、住宅、墓地、养老院以及犹太人新老会堂、犹太中学、犹太养老院等建筑，建筑民族特色浓厚。此外，哈尔滨还完整的保存着远东地区最大的犹太墓地—哈尔滨皇山犹太公墓。以色列前总理奥尔默特曾于2004年6月到该公墓拜谒祖父和其他亲人的墓地。

## 体育
冬季体育运动在哈尔滨占有重要地位。哈尔滨在冰球、速度滑冰、花样滑冰，班迪球（页面存档备份，存于）等大部分冬季运动项目中在国内具有优势。早在1996年，哈尔滨便成功举办了第三届亚洲冬季运动会，这也是亚洲冬季运动会首次走进中国；2009年，哈尔滨成功举办了第24届世界大学生冬季运动会。2025年，哈尔滨再次成功举办亚洲冬季运动会。

### 大型体育赛事
- 第三届亚洲冬季运动会（1996）、第九屆亚洲冬季运动会（2025）
- 第24届冬季世界大学生运动会（2009）
- 第一、三、四、五、七、十届全国冬季运动会
- 2003年亚洲篮球锦标赛、国际滑冰联盟花样滑冰大奖赛中国站等国际赛事

### 职业俱乐部
- 黑龙江绅达女子篮球队，成立于1991年，是中国第一家女子篮球俱乐部，曾是哈尔滨乃至黑龙江唯一一支参加全国顶级职业联赛的运动队，2012-13赛季后降级。主场设在黑龙江大学体育馆。
- 黑龙江丰绅篮球俱乐部，主场设在黑龙江大学体育馆，参加全国男子篮球联赛NBL。
- 哈尔滨兰格足球俱乐部，是黑龙江省第一家职业足球俱乐部，1996年成立，2004年解散。
- 哈尔滨毅腾足球俱乐部，主场曾经设在哈尔滨国际会展体育中心体育场，参加过2014年的中国足球超级联赛，2015年末球队因消极比赛与当地球迷产生隔阂，于2016年迁往浙江绍兴。
- 黑龙江冰城足球俱乐部，主场设在哈尔滨国际会展体育中心体育场，现参加中国足球甲级联赛；前身为安徽力天足球俱乐部，2016年1月更名黑龙江火山鸣泉足球俱乐部并迁往哈尔滨，2021年更名为黑龙江冰城足球俱乐部。2025赛季，黑龙江冰城足球俱乐部变更注册会员协会至江西省足协，并更名为定南赣联足球俱乐部。

## 全国重点文物保护单位
- 金上京会宁府遗址
- 亚沟石刻
- 哈尔滨颐园街一号欧式建筑
- 圣索非亚教堂
- 哈尔滨文庙
- 哈尔滨莫斯科商场旧址
- 侵华日军第七三一部队旧址
- 王脖子山遗址群
- 庆华古山寨遗址
- 土城子遗址
- 阿城清真寺
- 马迭尔宾馆
- 哈尔滨犹太人活动旧址群
- 伪满洲国哈尔滨警察厅旧址
- 东北民主联军前线指挥部旧址

## 旅游

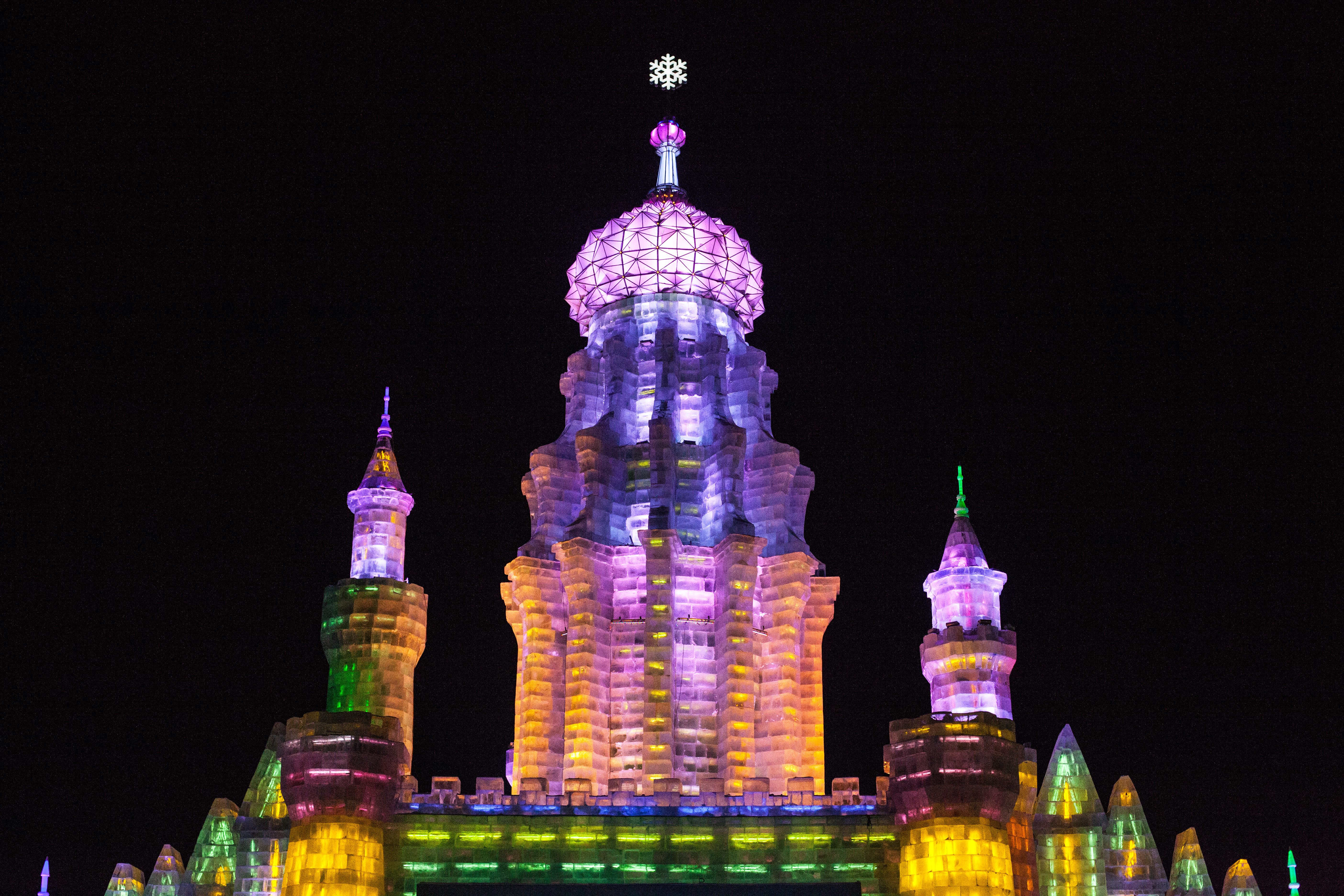
哈尔滨冰雪大世界

哈尔滨是国内外著名的旅游城市，中国十大避暑胜地之一，中国十大节庆城市之一，尤其是以冰雪旅游、避暑旅游吸引着无数国内外宾客，素有“冰城”、“夏日胜地”之称，冬季旅游品牌享誉中外。一年一度的中国哈尔滨国际冰雪节，使兆麟公园的冰灯和太阳岛 (哈尔滨)太阳岛的雪雕及冰雪大世界驰名五洲。始于1985年的中国哈尔滨国际冰雪节是在哈尔滨市在每年冬季传统的冰灯游园会的基础上创办的，起初名称为“哈尔滨冰雪节”。2001年，哈尔滨冰雪节与黑龙江国际滑雪节合并，正式更名为“中国哈尔滨国际冰雪节”，目前已成为与日本札幌冰雪节、加拿大魁北克冬季狂欢节和挪威滑雪节齐名的全球四大冰雪节之一。亚布力、帽儿山、长寿滑雪场等滑雪场使哈尔滨成为滑雪胜地。此外，漂流和生态风光游、欧陆风情游、金源文化游、都市休闲游等四季旅游项目也很丰富。
2008年，哈尔滨市正式提出并将全力打造“冰城夏都”城市旅游形象。2011年，哈尔滨整合冰雪、湿地等城市品牌，全力建立「四季精彩」的旅游新形象，与旅游企业联合赴台、港、澳、俄、日、韩等传统国际客源地和长三角、珠三角等国内发达地区有针对性地宣传冰雪、湿地游产品，实现了城市旅游形象由“冰城”向“冰城夏都”的嬗变。2021年，哈尔滨市全年接待国内外旅游者9188.6万人次，同比增长17.3%；总收入945.1亿元，同比下降14.5%。
2017年哈尔滨万达文化旅游城开业，哈尔滨万达城是由万达集团斥资400亿元建设，集酒店群、大型会议中心、商业中心、世界最长室内滑雪道、主题公园为一体的特大型文化旅游商业综合体，也是万达集团全国首个开工的文化旅游城项目。该文化旅游城以室内项目为主，能有效应对哈尔滨冬季严寒对市民文化游乐的影响，是哈尔滨“北跃”战略的重要组成部分。其宝马娱雪乐园是吉尼斯世界纪录认证的“全球最大的室内滑雪设施”。

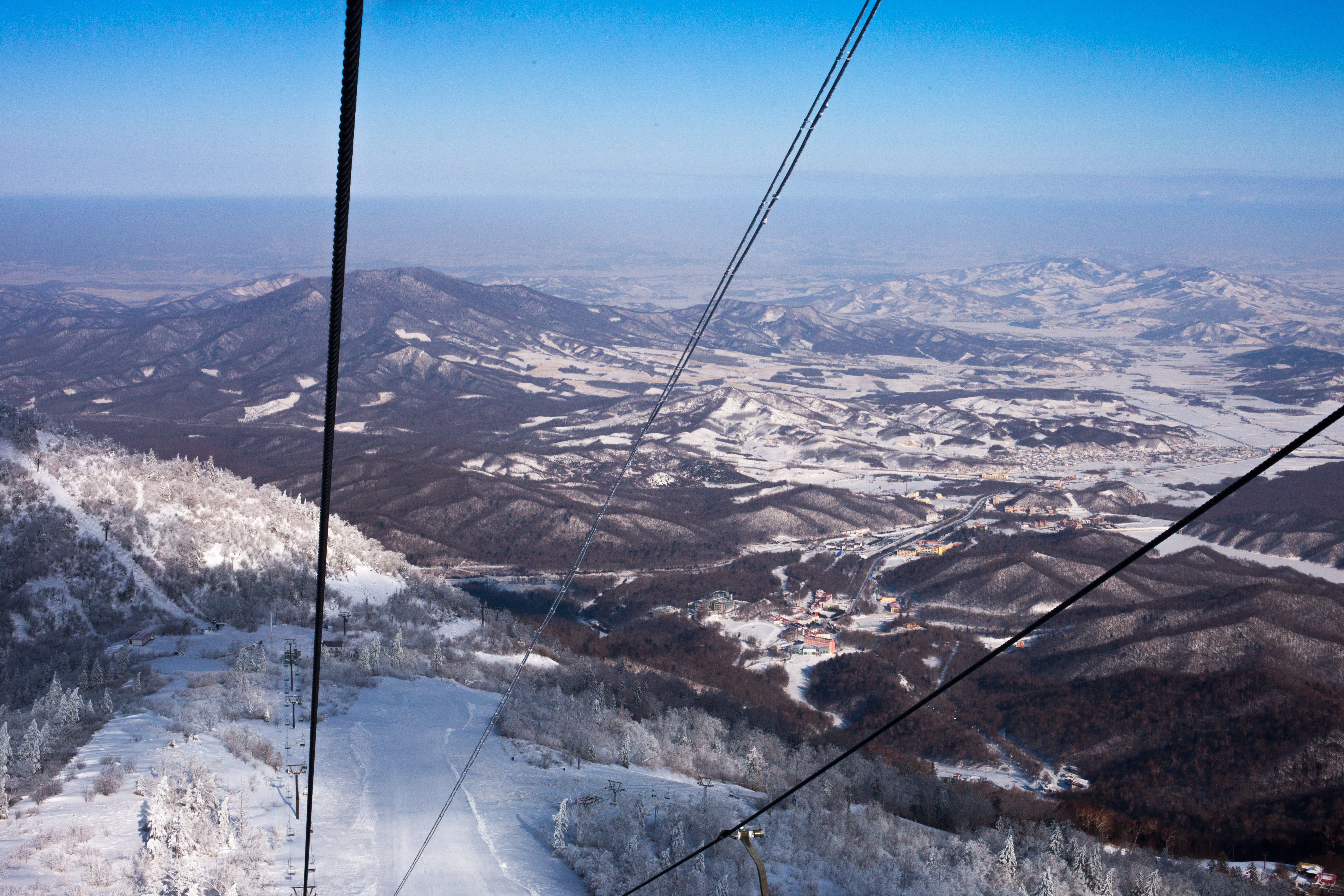
亚布力滑雪场

旅游业是哈尔滨的支柱产业之一，近年来随着哈尔滨冬季世界大學運動會和亚洲冬季运动会的成功举办及夏季避暑旅游资源的不断发掘，旅游业亦得到极大促进，并带动了相关第三产业的发展。截止2021年，哈尔滨市拥有A级旅游景区67家，S级滑雪场12家，星级宾馆47家。
哈尔滨市在2008全球避暑旅游名城口碑金榜中获世界第16位，中国第2位。2010年初被美国《时代杂志》评选为25个“真正的亚洲体验”之一。

## 友好城市
| 国别     | 城市名称                  | 建立时间       | 协议签署地 | 中方签字人 |
| -------- | ------------------------- | -------------- | ---------- | ---------- |
| 日本     | 新潟市                    | 1979年12月17日 | 新潟       | 文敏生     |
| 丹麦     | 奥胡斯                    | 1984年5月2日   | 奥胡斯     | 王人生     |
| 加拿大   | 埃德蒙顿                  | 1985年12月5日  | 哈尔滨     | 宫本言     |
| 俄罗斯   | 斯维尔德洛夫斯克州        | 1991年4月22日  | 哈尔滨     | 李嘉廷     |
| 美国     | 明尼阿波利斯              | 1992年9月18日  | 哈尔滨     | 李嘉廷     |
| 俄罗斯   | 伯力                      | 1993年6月15日  | 哈尔滨     | 索长有     |
| 波兰     | 华沙                      | 1993年6月18日  | 哈尔滨     | 朱胜文     |
| 罗马尼亚 | 普洛耶什蒂                | 1995年5月1日   | 普洛耶什蒂 | 索长有     |
| 日本     | 旭川市                    | 1995年11月21日 | 旭川       | 汪光焘     |
| 韩国     | 富川市                    | 1995年11月28日 | 富川       | 汪光焘     |
| 以色列   | 吉夫阿塔伊姆              | 1999年9月23日  | 邮寄方式   | 曹广亮     |
| 南非     | 艾古莱尼                  | 2001年6月15日  | 哈尔滨     | 石忠信     |
| 拉脱维亚 | 陶格夫匹尔斯              | 2003年1月6日   | 哈尔滨     | 石忠信     |
| 巴西     | 萨尔瓦多                  | 2003年4月8日   | 萨尔瓦多   | 孟广遂     |
| 澳大利亚 | 格里菲斯                  | 2005年6月7日   | 哈尔滨     | 石忠信     |
| 新西兰   | 南塔拉纳基区              | 2005年9月14日  | 哈尔滨     | 石忠信     |
| 芬兰     | 罗瓦涅米                  | 2006年1月4日   | 哈尔滨     | 石忠信     |
| 匈牙利   | 尼赖吉哈佐                | 2006年6月15日  | 哈尔滨     | 石忠信     |
| 意大利   | 里乔内                    | 2006年7月19日  | 里乔内     | 张桂华     |
| 俄罗斯   | 雅库茨克                  | 2007年1月10日  | 哈尔滨     | 张桂华     |
| 菲律宾   | 卡加延德奥罗              | 2007年3月2日   | 邮寄方式   | 张效廉     |
| 智利     | 蓬塔阿雷纳斯              | 2007年6月18日  | 哈尔滨     | 张效廉     |
| 泰国     | 清迈                      | 2008年4月28日  | 清迈       | 王铁强     |
| 法国     | 阿拉斯城市共同体          | 2008年6月30日  | 阿拉斯     | 张效廉     |
| 奥地利   | 维也纳新城                | 2008年7月1日   | 维也纳新城 | 张效廉     |
| 德国     | 马格德堡                  | 2008年7月2日   | 马格德堡   | 张效廉     |
| 俄罗斯   | 克拉斯诺达尔              | 2008年7月28日  | 哈尔滨     | 张效廉     |
| 英国     | 桑德兰                    | 2009年5月19日  | 哈尔滨     | 张效廉     |
| 土耳其   | 埃尔祖鲁姆                | 2010年4月2日   | 埃尔祖鲁姆 |            |
| 希腊     | 哈兰德里                  | 2010年6月15日  | 哈尔滨     |            |
| 美国     | 费尔法克斯县 (弗吉尼亚州) | 2010年6月15日  | 哈尔滨     | 张效廉     |
| 俄罗斯   | 車里雅賓斯克              | 2012年         | 哈尔滨     | 宋希斌     |
| 白俄羅斯 | 维捷布斯克                | 2012年1月5日   | 哈尔滨     |            |
| 白俄羅斯 | 戈梅利                    | 2016年8月19日  | 哈尔滨     |            |
| 俄罗斯   | 摩尔曼斯克                | 2016年9月9日   | 哈尔滨     |            |
| 俄罗斯   | 符拉迪沃斯托克            | 2017年6月15日  | 哈尔滨     |            |
| 立陶宛   | 罗基什基斯                | 2017年6月25日  | 哈尔滨     |            |
| 塞爾維亞 | 乌日策                    | 2018年11月30日 |            |            |

## 外部連結
- 哈尔滨市政府网站（页面存档备份，存于）
- 哈尔滨城市通（页面存档备份，存于）

45°48′05″N 126°31′45″E / 45.80139°N 126.52917°E